# Гуанмин
Гуанмин (кит. упр. 光明区, пиньинь Guāngmíng) — район городского подчинения города субпровинциального значения Шэньчжэнь (провинция Гуандун). Площадь района составляет 156,1 км², население — около 1,12 млн человек.

## География

Район Гуанмин на карте Шэньчжэня

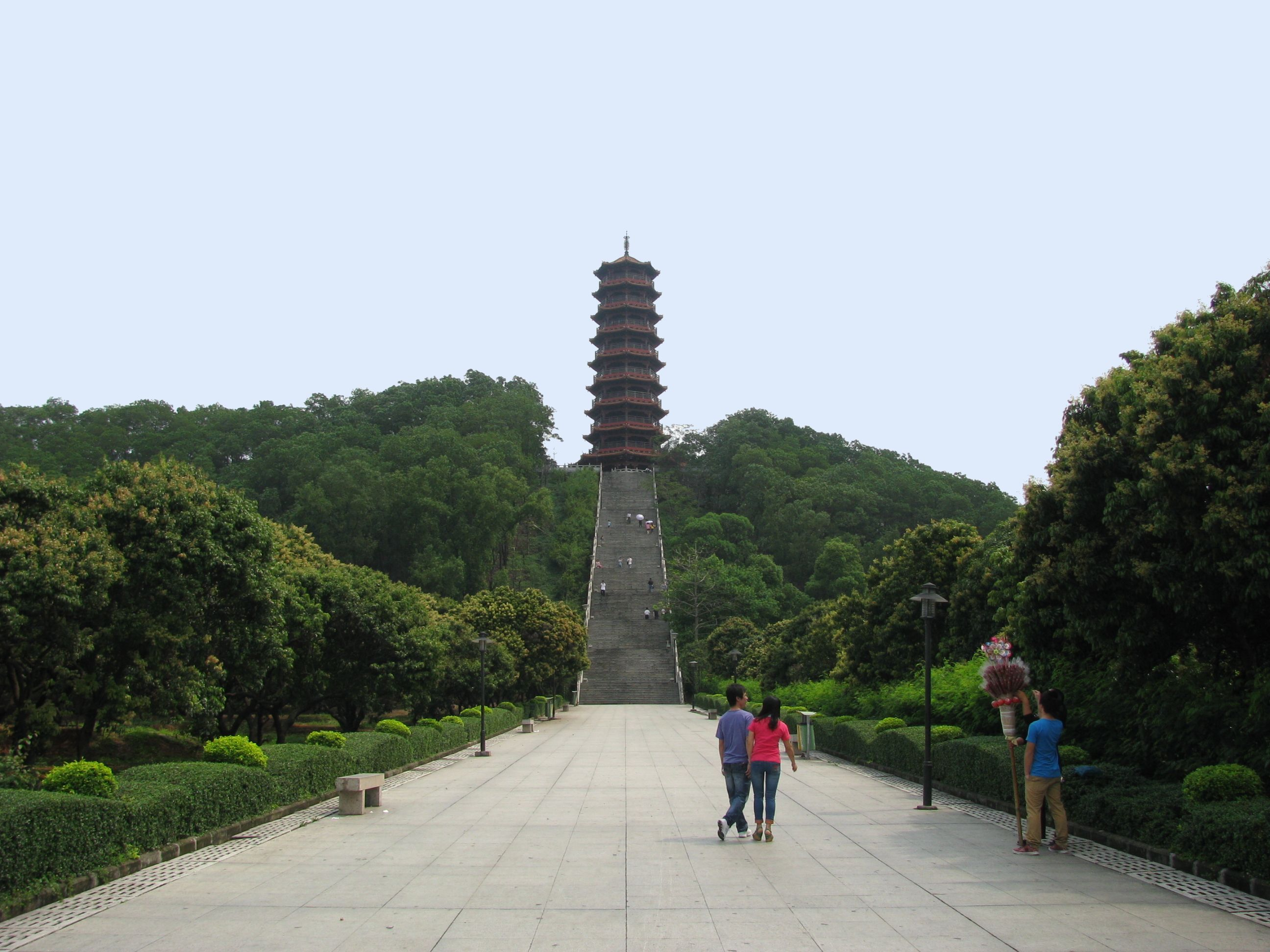
Пагода в парке Хунхуашань

Район Гуанмин расположен в северо-западной части города Шэньчжэнь, севернее водохранилища Шиянь. На юге и западе Гуанмин граничит с районом Баоань, на юго-востоке — с районом Лунхуа, на севере и северо-востоке — с городским округом Дунгуань.
Площадь района составляет 156,1 км². Скоростное шоссе S31 делит район на две части — высоко-урбанизированную западную и сельскую восточную. В Гуанмине встречаются холмы, лесные массивы и поля, имеется несколько водохранилищ, озёр, рек и болот. 
В районе насчитывается 279 парков, в том числе Хунхуашань, Шутяньпу-Гуйшань, Ситянь, Шанцунь-Шишань, Синьчэн, Дадинлин-Шаньлинь, Юйпаньюань и Wisdom Park. Активно создаются новые скверы, уличные парки и зелёные зоны в жилых микрорайонах и промышленных кластерах. 

### Климат
В районе Гуанмин влажный субтропический океанический климат, среднегодовая температура + 23 °C. На лето припадает сезон дождей, нередки удары тайфунов.

## История

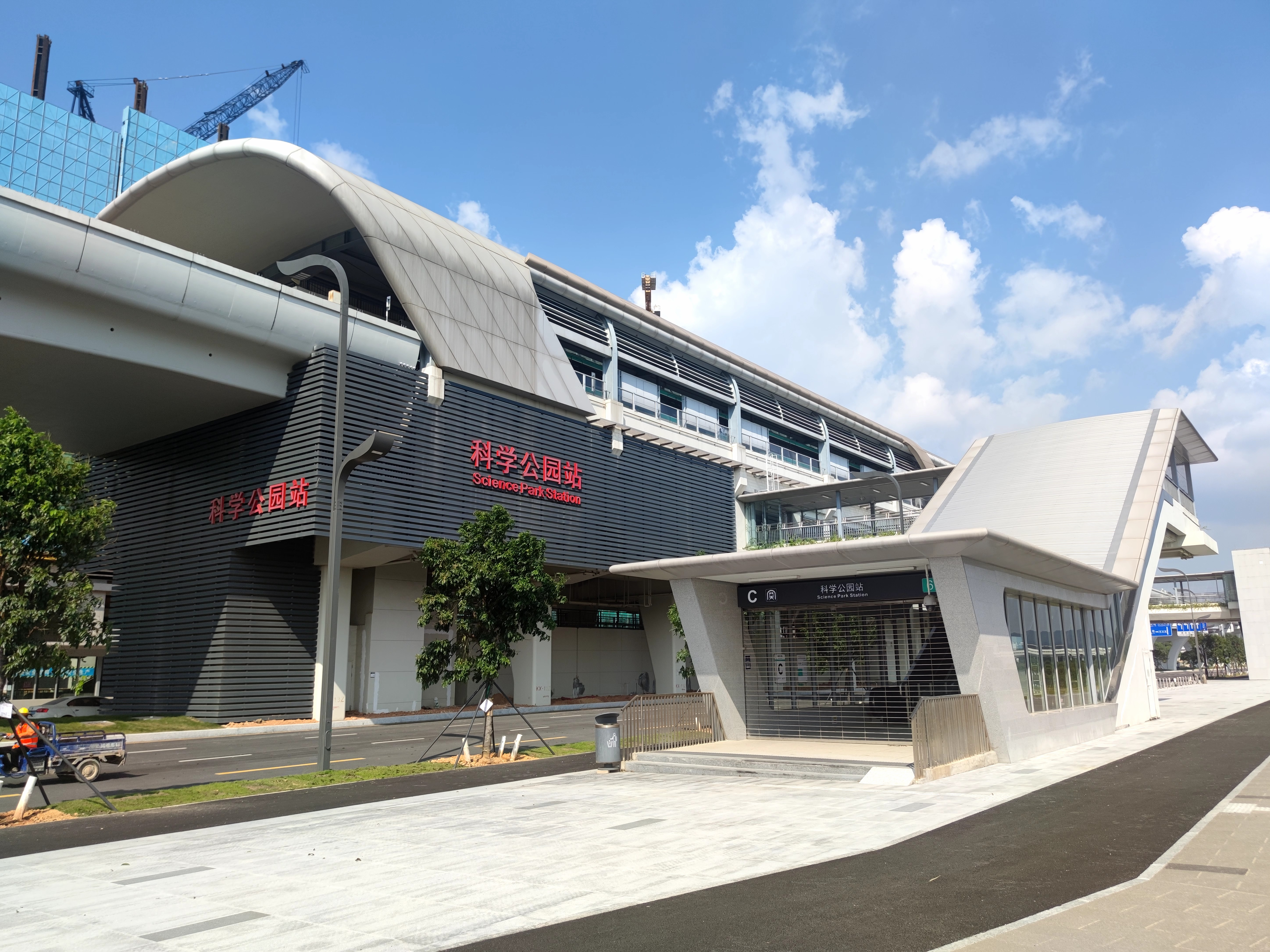
Станция метро «Научный парк»

В августе 2007 года под юрисдикцией района Баоань был создан новый район Гуанмин, который власти позиционировали как первую в Шэньчжэне «функциональную зону». 20 декабря 2015 года в Гуанмине в результате схода оползня, который накрыл строительным мусором 33 здания, погибли 73 человека и ещё четверо пропали без вести; прямой экономический ущерб превысил 130 млн долларов.   
В мае 2018 года Государственный совет КНР дал согласие на преобразование Гуанмина в район городского подчинения. В сентябре 2018 года район был официально создан, в его состав вошли шесть уличных комитетов. В январе 2019 года состоялось открытие первой фазы Научного города Гуанмина. В ноябре 2020 года официально открылся парк Хунцяо («Парк красного моста»).

## Административное деление
Район делится на шесть уличных комитетов: 
- Гуанмин (Guangming, 光明街道)
- Гунмин (Gongming, 公明街道)
- Матянь (Matian, 马田街道)
- Синьху (Xinhu, 新湖街道)
- Фэнхуан (Fenghuang, 凤凰街道)
- Ютан (Yutang, 玉塘街道)

## Население

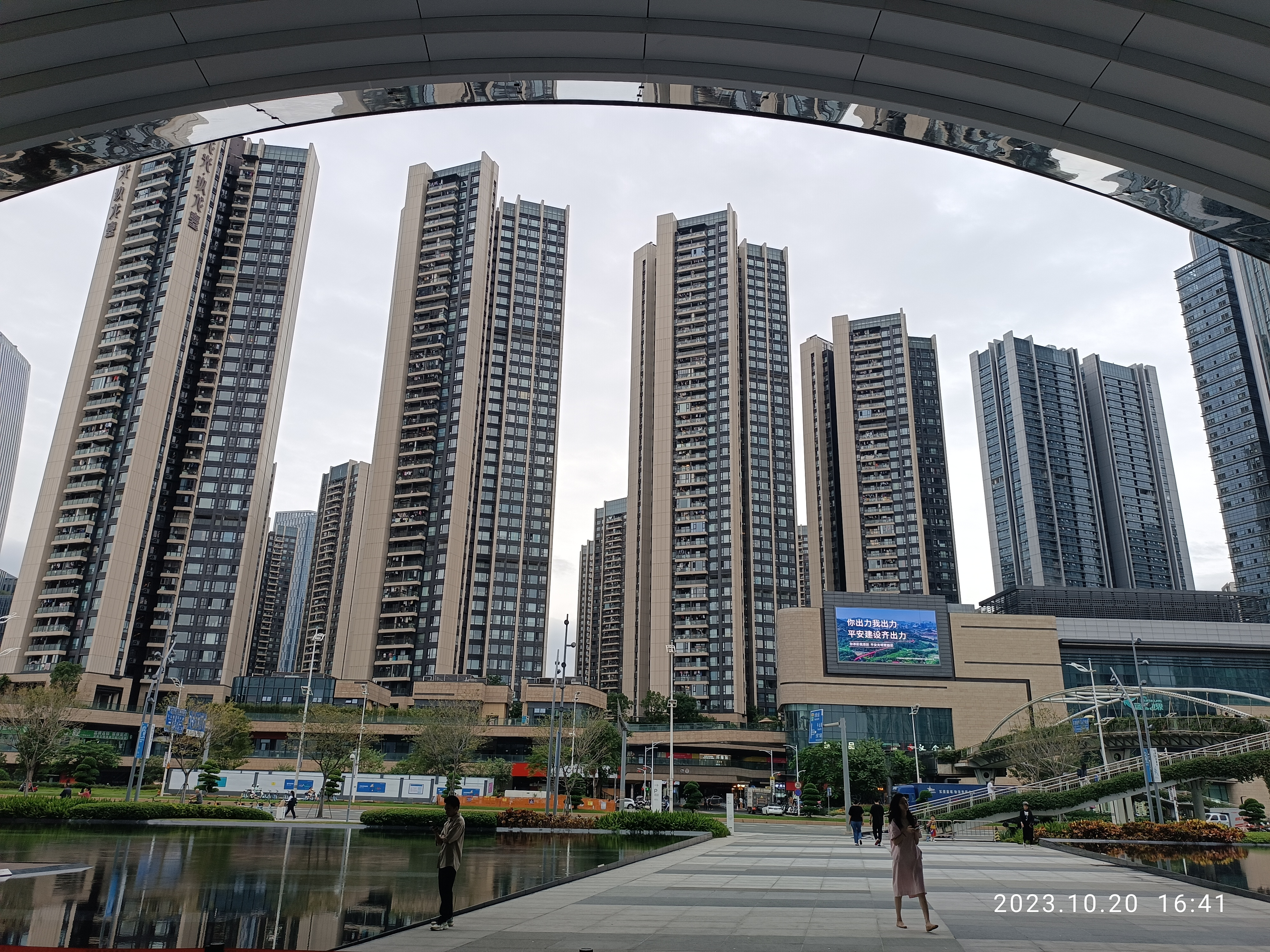
Новый жилой квартал Гуанмина

По состоянию на 2020 год постоянное население района составляло 1,095 млн человек (6,24 % от постоянного населения Шэньчжэня). По сравнению с 2010 годом, население Гуанмина увеличившись на 614,4 тыс. человек или на 127,75 %. Численность мигрантов среди постоянного населения района достигла 952,2 тыс. человек, что на 522,1 тыс. человек больше, чем в 2010 году.
Среди постоянного населения района Гуанмин 143,4 тыс. человек имели возраст от 0 до 14 лет (13,09 % от всего населения Гуанмина); 914,3 тыс. человек — возраст от 15 до 59 лет (83,48 %) и 37,6 тыс. человек — возраст от 60 лет и старше (3,43 %).
Район Гуанмин является домом для большой общины репатриантов и их семей (главным образом из числа хоа), которые переселились в Гуандун из Вьетнама после Китайско-вьетнамской войны. Имеется большая диаспора трудовых мигрантов, говорящих на севернокитайских диалектах. Кроме того, в районе расположены крупные научно-исследовательские учреждения и промышленные предприятия, благодаря которым в Гуанмине сложилась значительная община иностранных учёных, инженеров и других специалистов.

## Экономика

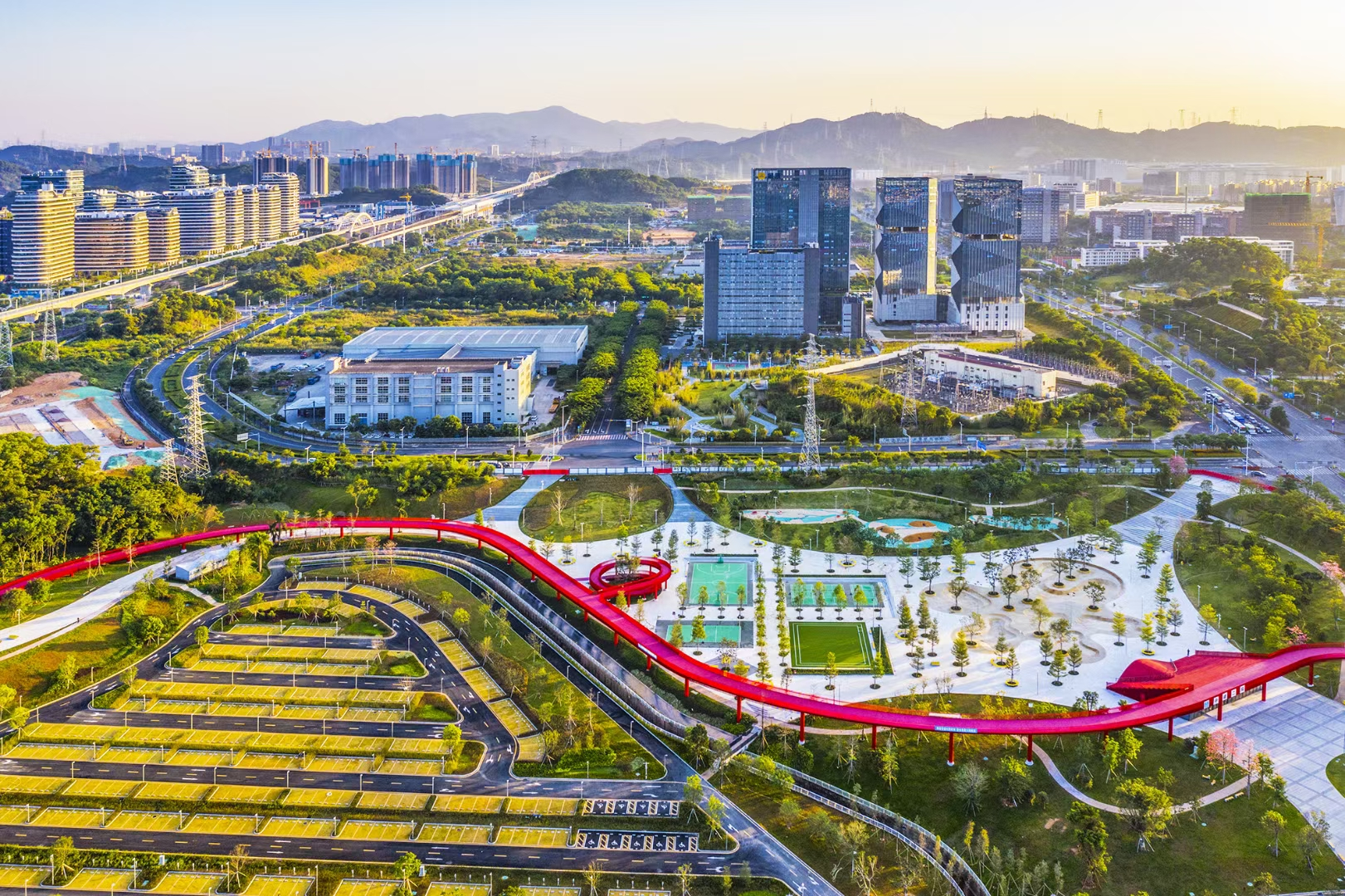
Новый район возле парка Хунцяо

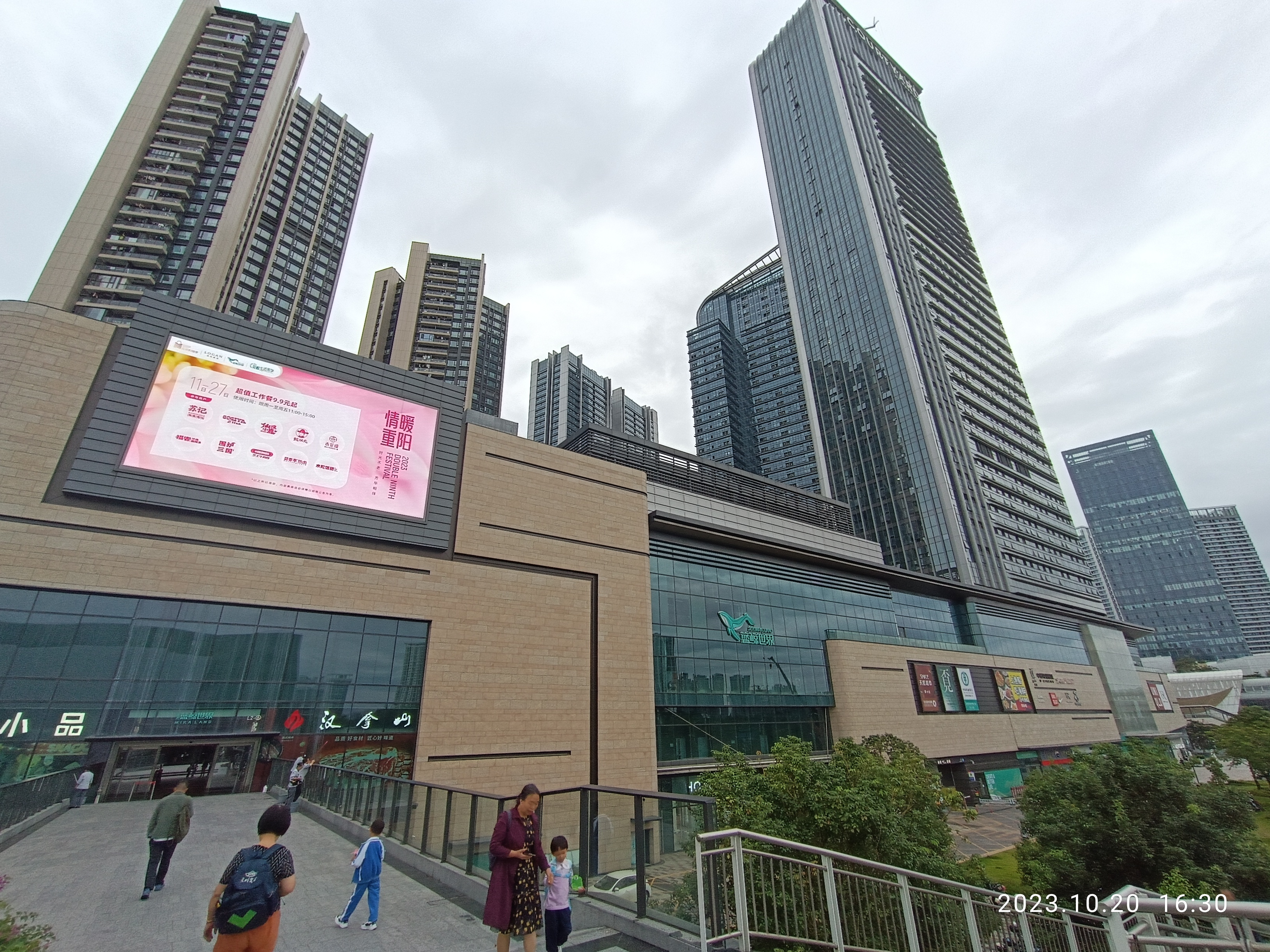
Торговый центр Mira Land

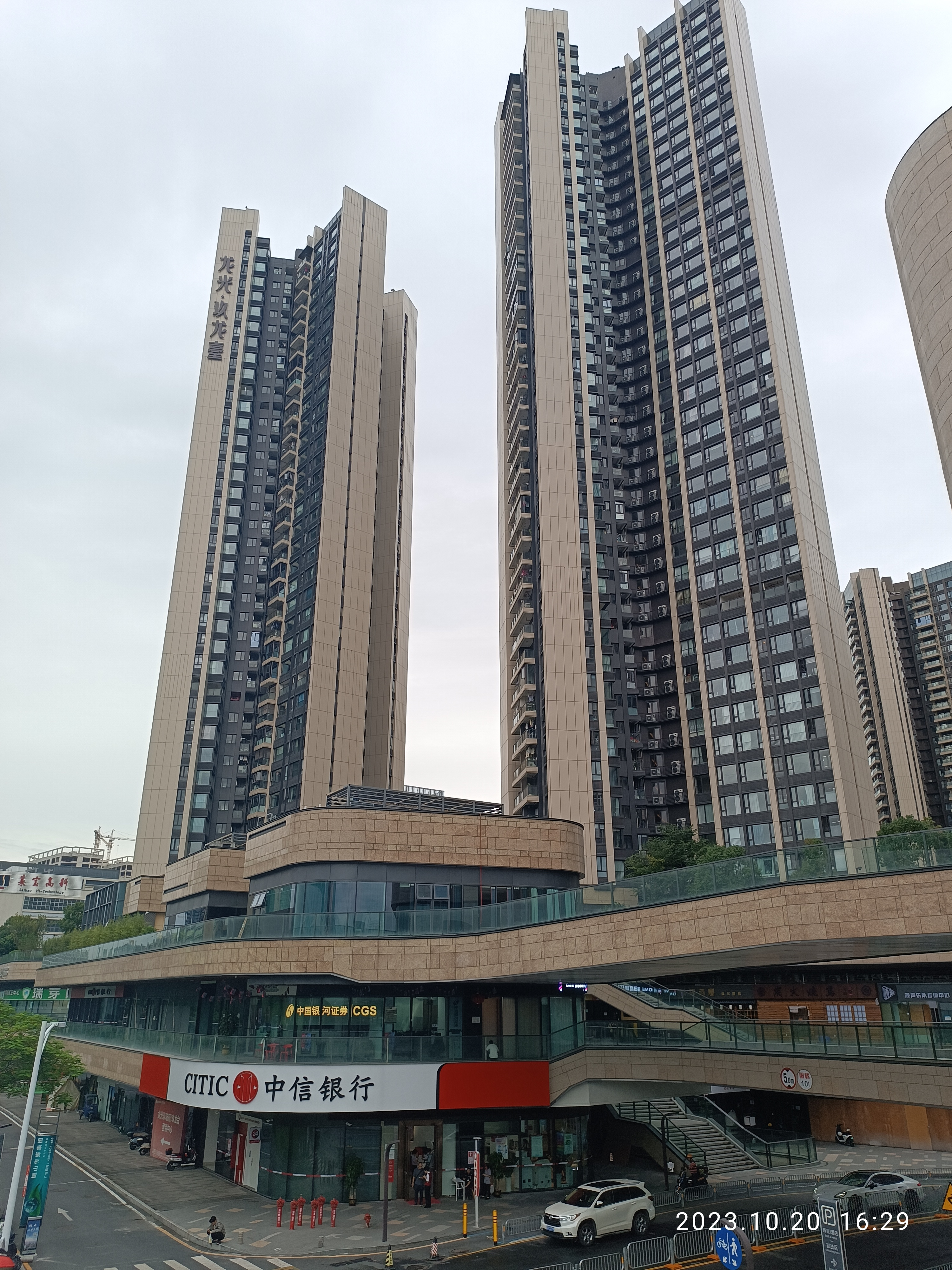
Отделение China CITIC Bank

Гуанмин является важным центром информационных технологий (в том числе в области Интернета вещей, больших данных, облачных вычислений и искусственного интеллекта), биомедицины, новых материалов, бытовой и промышленной электроники, научных исследований, розничной торговли и логистики. В 2020 году региональный ВВП района Гуанмин достиг 110,77 млрд юаней, увеличившись в годовом исчислении на 5,7 %, что являлось вторым результатом по темпам роста в городе Шэньчжэнь.
По итогам 2022 года 22 компании из Гуанмина вошли в рейтинг 500 крупнейших предприятий Шэньчжэня. По состоянию на 2023 год в Гуанмине насчитывалось свыше 185 тыс. коммерческих предприятий, что составляло 4,49 % от общего числа предприятий в Шэньчжэне.
Основные коммунальные услуги в Гуанмине оказывают China Southern Power Grid (электроэнергия), Shenzhen Gas Corporation (газ), China Mobile, China Unicom, China Telecom, Topway и Great Wall Broadband (мобильная связь и интернет), Shenzhen Media Group (кабельное телевидение). 

### Промышленность
Гуанмин является крупным центром по производству плоских дисплеев, сенсорных экранов, медицинского оборудования, компьютеров, серверов, фармацевтических препаратов, полимерных, композитных и строительных материалов, электронных компонентов, аккумуляторов и других автокомплектующих, часов, готовой одежды, велосипедов, молочных и мясных продуктов. 
В районе расположены заводы дисплеев TCL CSOT и OFILM Group, заводы компьютерного оборудования Lenovo, SZZT Electronics и EVOC Intelligent Technology, заводы медицинского оборудования Mindray, Medker Medical Electronics и JCR Medical, фармацевтические и биотехнологические фабрики Wanhe Pharmaceutical и Kangtai Biological Products, химические заводы DuPont и BTR New Material Group, заводы аккумуляторов и аккумуляторных материалов Senior Technology Material и B&K Technology, заводы электронных компонентов Zesum Technology, Huaqisheng Technology, Bromake New Material и Xinlun New Materials, кабельный завод Mingyida Electronics, велосипедный завод Xidesheng Bicycle и молочный завод Chenguang Dairy.

### Зонирование

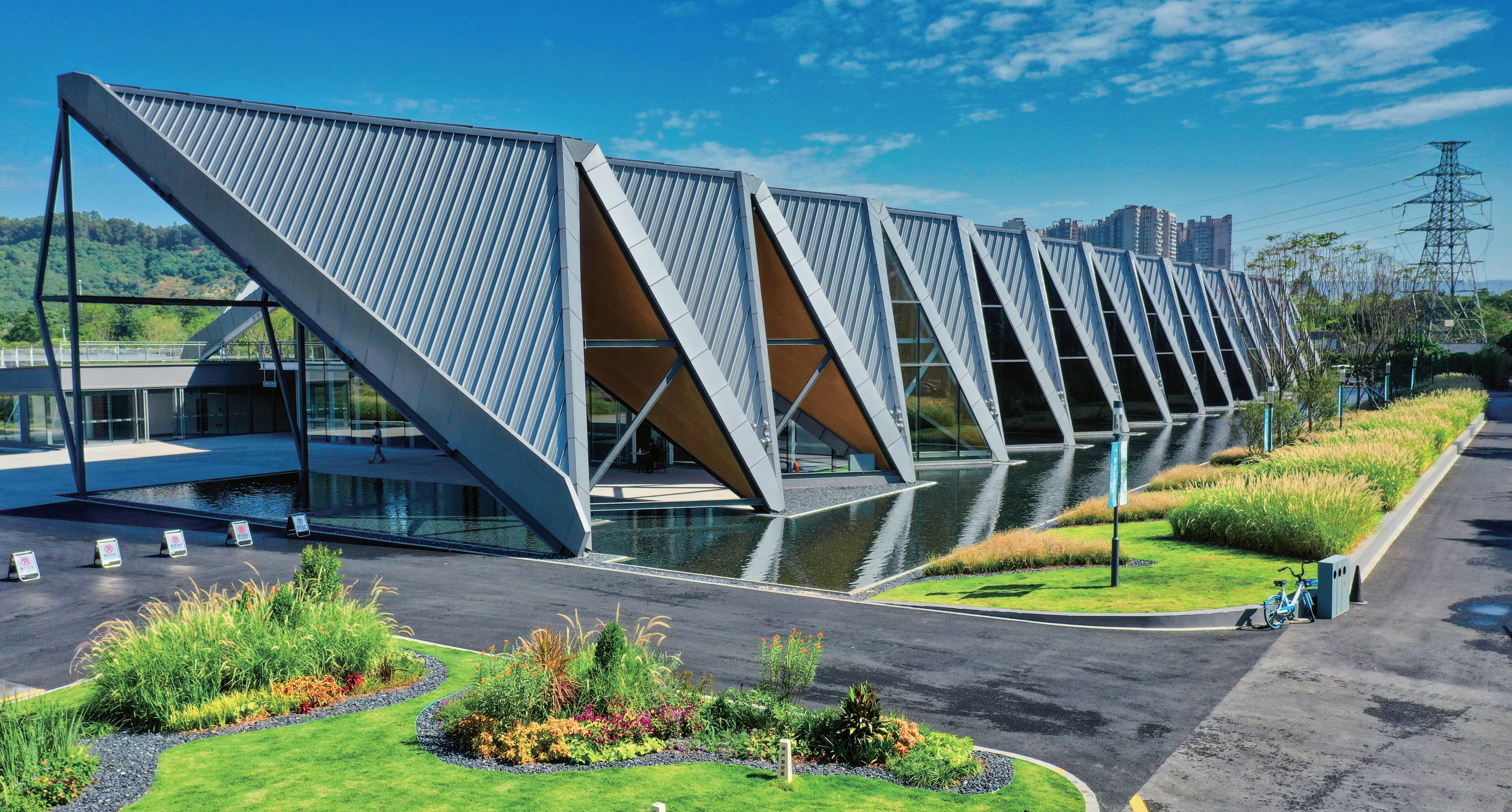
Zuoan Technology Park

В Гуанмине имеется несколько научных, офисных и промышленных зон и комплексов:
- Guangming Cloud Valley[13]
- Merchant Wisdom City[14]
- Yunzhi Science Park[15]
- Uranus Science Park
- Qiaode Science Park
- Weiguang Life Science Park[16]
- Senyang Hi-tech Science Park
- Guangming Hi-tech Industry Park[17]
- Hanhaida Hi-tech Industrial Park
- Nam Tai Inno Park[18]
- Lenovo Innovation Park
- Gaoke Innovation Center[19]
- Evoc Science and Technology Park[20]
- Songyuan Innovation Science and Technology City
- Dongjiang Science and Technology Industrial Park
- B&K Science and Technology Industrial Park[21]
- Zhengtong Electronics Industrial Park
- Jiuzhou Industrial Park
- Mingzhuo Industrial Park
- Guangye Industrial Park[22]
- Wanhe Innovation Drugs R&D and Industrial Base[23]
- Huaqiang Cultural and Creative Park[24]

### Сельское хозяйство
Сельскохозяйственные угодья составляют 44 % от общей площади района. В Гуанмине выращивают рис, сладкую кукурузу, овощи и цветы, разводят домашнюю птицу (в том числе кур, гусей, уток и голубей), свиней, коров и пресноводную рыбу. Часть сельскохозяйственной продукции поставляется в центральные районы Шэньчжэня и соседний Гонконг.

## Транспорт

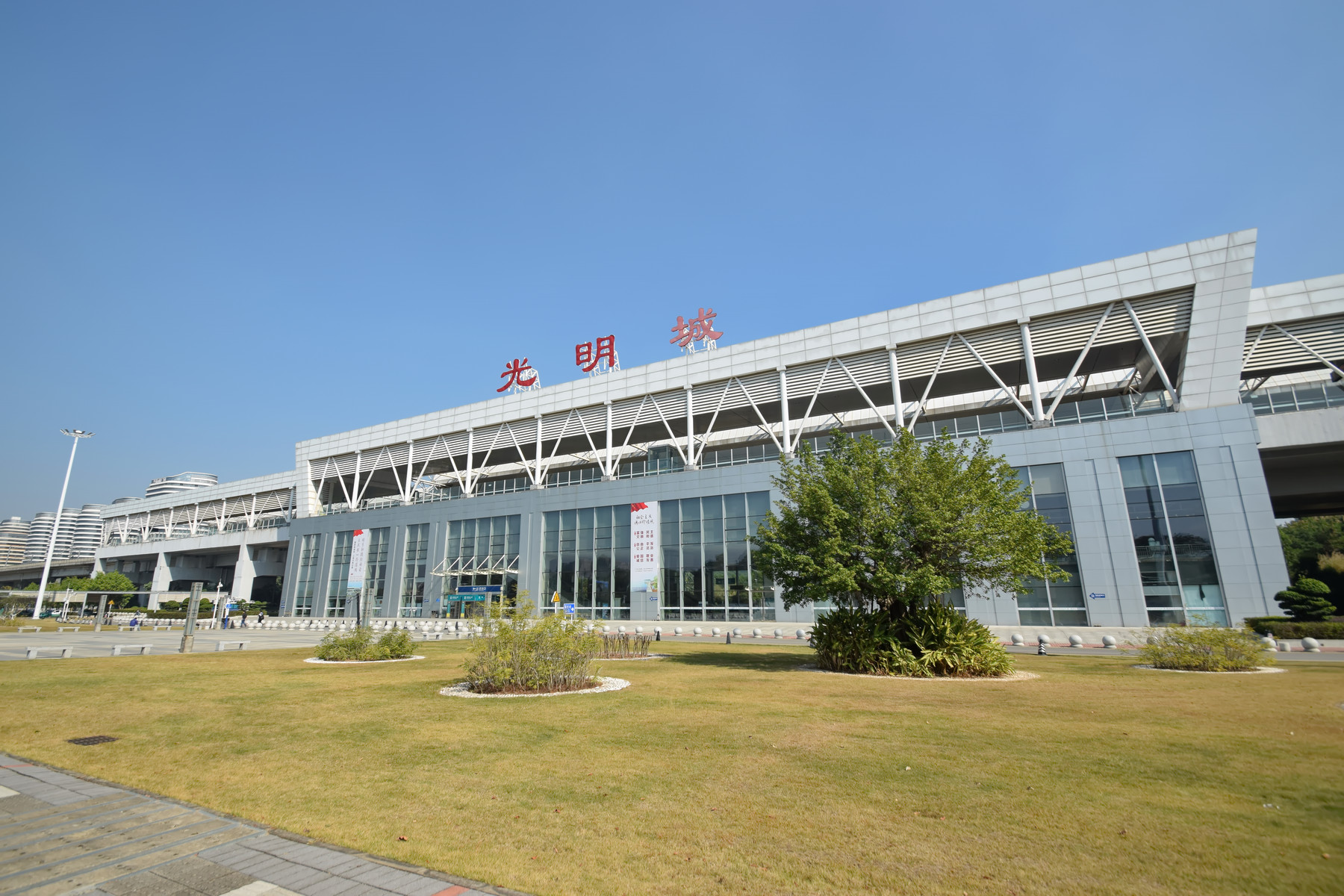
Вокзал Гуанминчэн

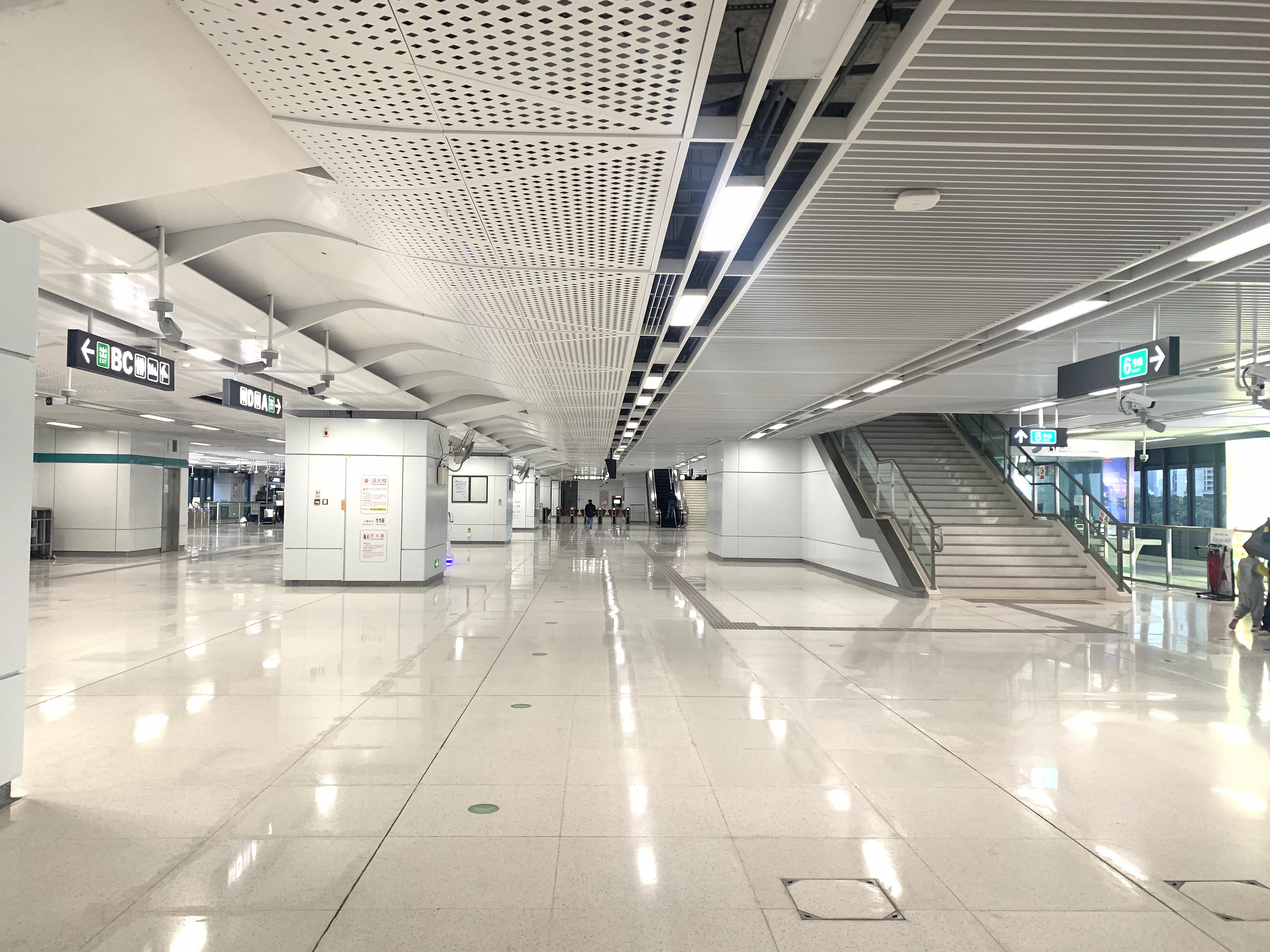
Станция метро Гуанмин

Гуанмин имеет развитую сеть пассажирского и грузового транспорта, в том числе рельсового, автомобильного и велосипедного. Из Гуанмина можно добраться до Футяня, Гонконга и Гуанчжоу за полчаса. Построена разветвлённая сеть пешеходных переходов через магистральные улицы, особенно в районе станций метро, торговых центров и офисных комплексов. 

### Рельсовый
Шестая линия Шэньчжэньского метрополитена соединяет Гуанмин с районами Баоань, Лунхуа и Футянь. На станции Гуанмин можно пересесть на поезда, следующие по Первой линии Дунгуаньского метрополитена. Тринадцатая линия метро пройдёт от района Наньшань через Гуанмин до озера Суншань в Дунгуане. Восемнадцатая линия метро пройдёт от района Баоань через Гуанмин до района Яньтянь.
Железнодорожный вокзал Гуанминчэн обслуживает скоростную железную дорогу Гуанчжоу — Шэньчжэнь — Гонконг и скоростную железную дорогу Ганьчжоу — Шэньчжэнь.

### Автомобильный

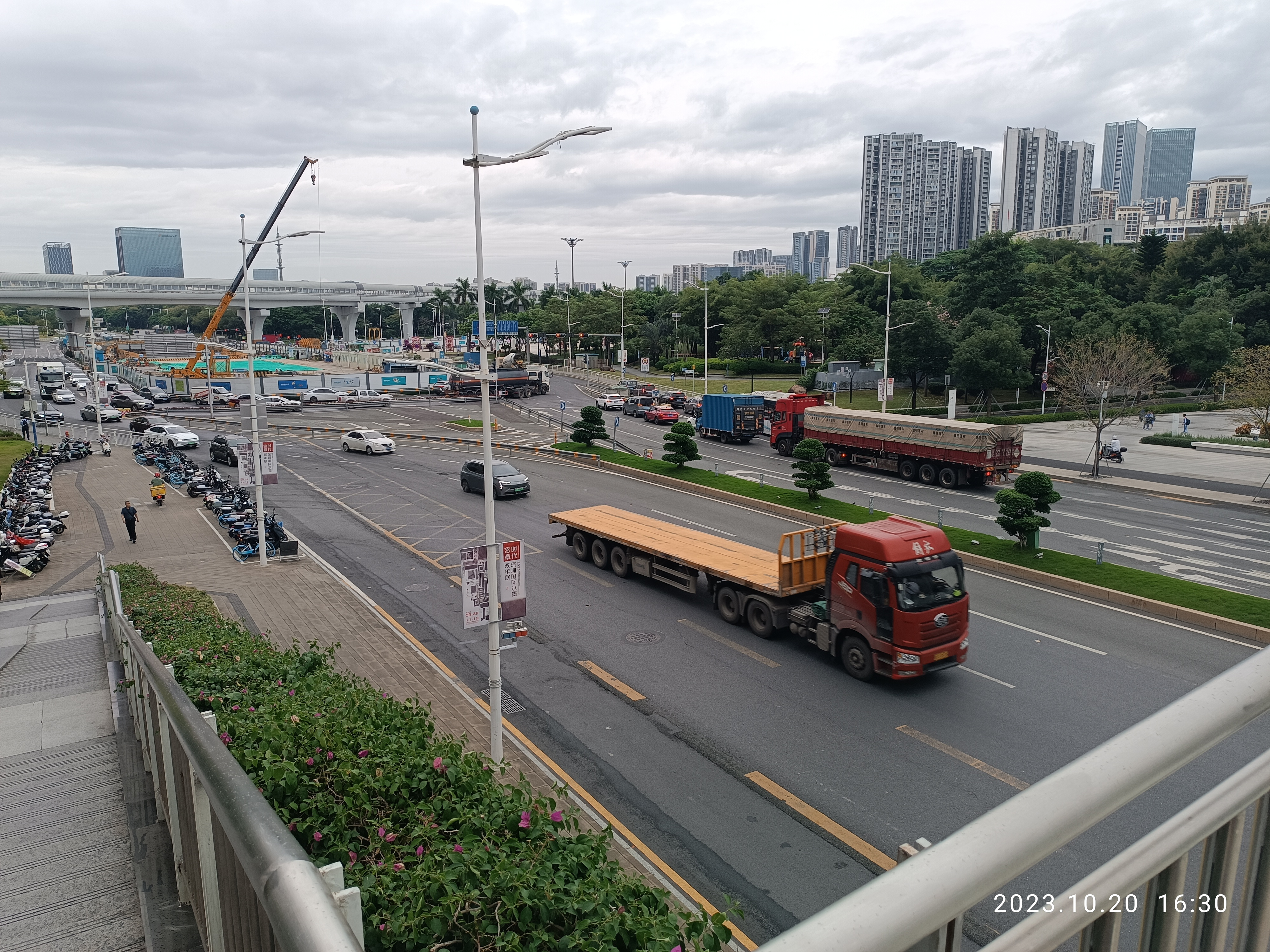
Гуаньгуан-роуд

Район пересекают три горизонтальные и три вертикальные транспортные артерии провинциального уровня, а также восемь горизонтальных и восемь вертикальных линий районного уровня. Гуанмин находится в 30 минутах езды от центра Шэньчжэня, международного аэропорта Шэньчжэнь-Баоань и круизного порта Шэкоу. По территории Гуанмина пролегают следующие скоростные автомагистрали:
- G228 или Годао 228 (Даньдун — Дунсин)
- S31 или Longda Expressways (Лунхуа — Далиншань)
- S33 или Nanguang Expressway (Наньшань — Гуанмин)
- S86 или Shenzhen Outer Ring Expressway

Имеется автобусная станция, обслуживающая широкую сеть междугородних маршрутов. Основными операторами автобусных перевозок являются муниципальные компании Shenzhen Bus Group, Shenzhen Eastern Bus и Shenzhen Western Bus.

## Культура

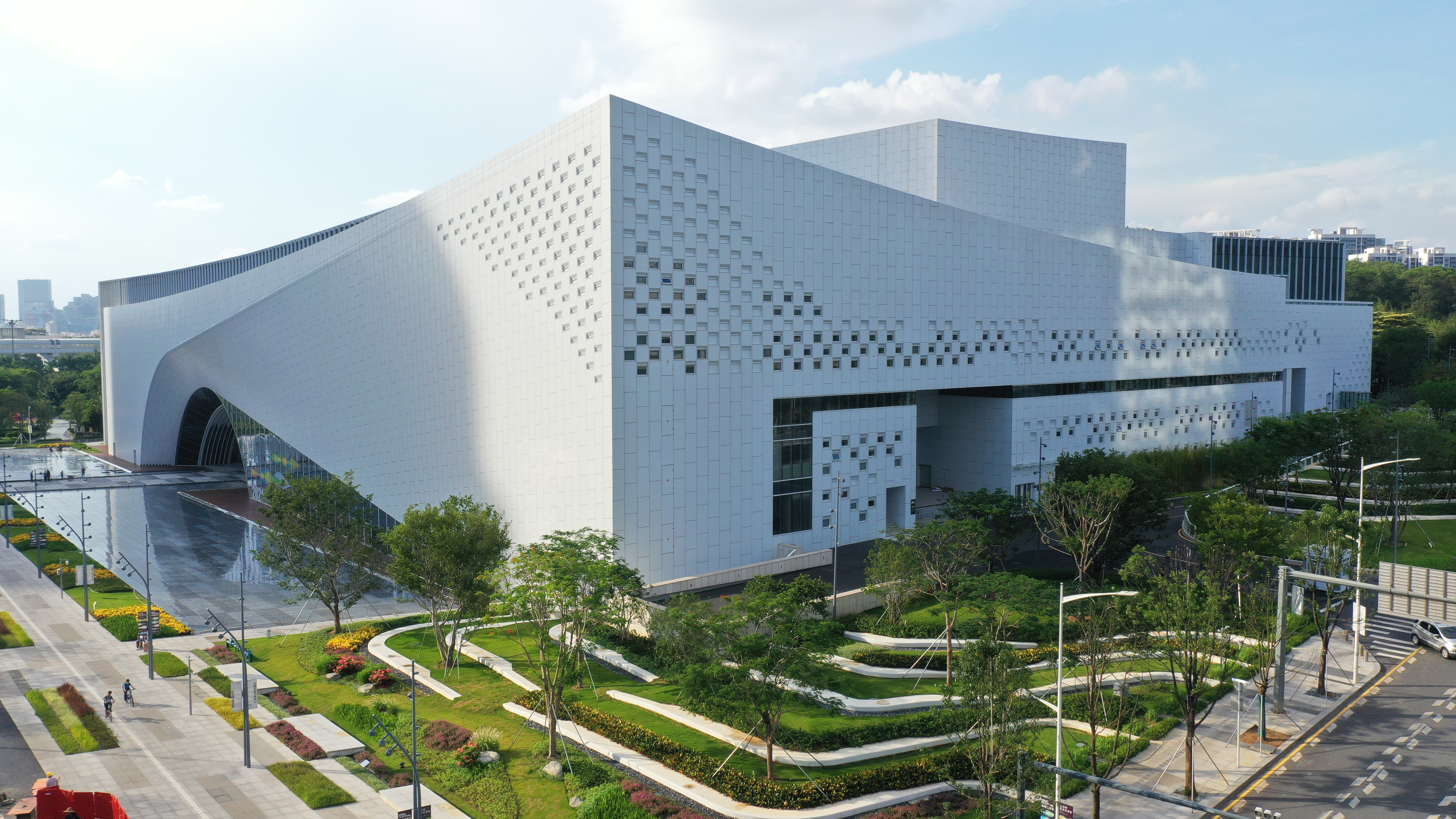
Центр культуры и искусства Гуанмина

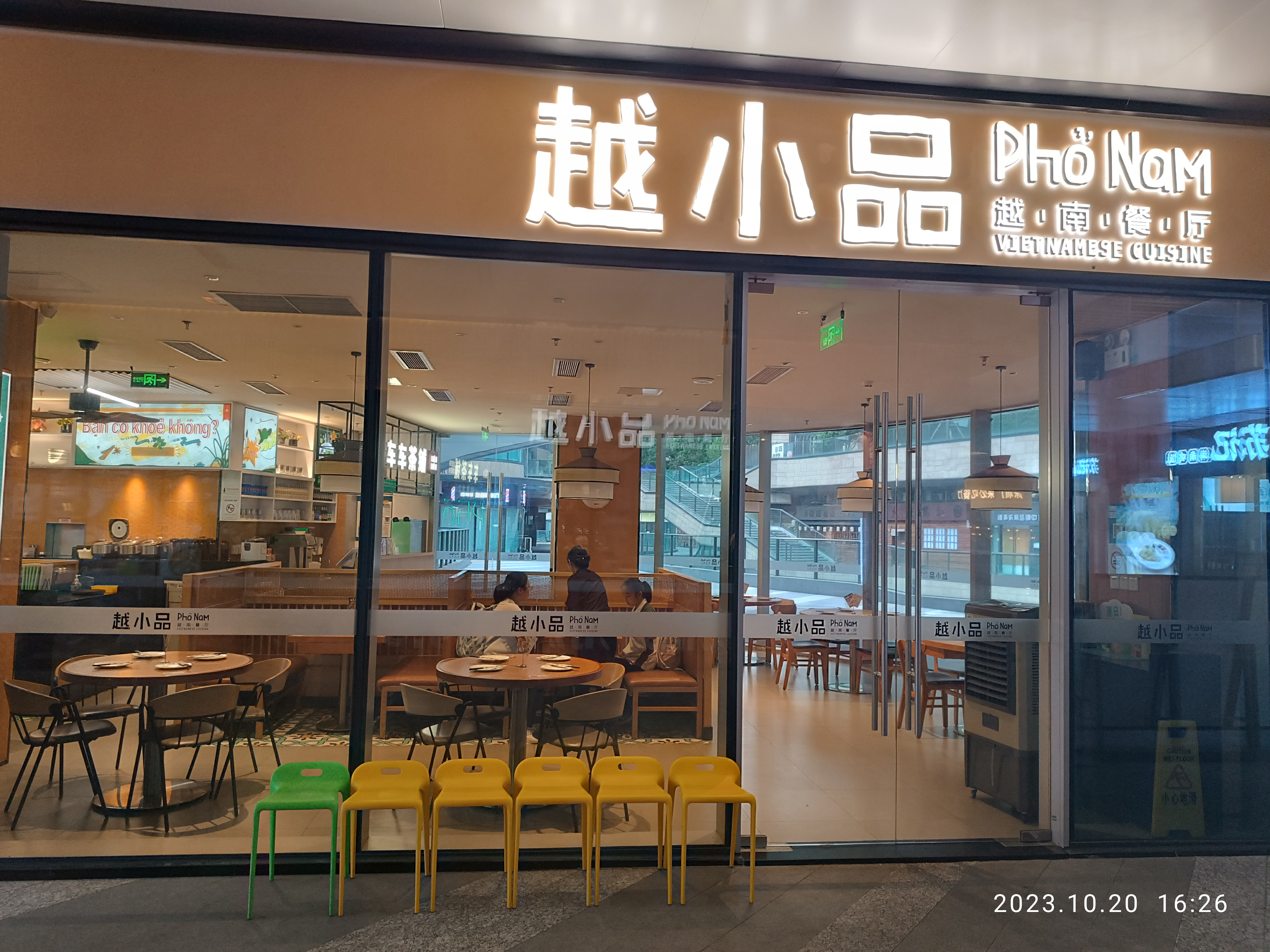
Ресторан вьетнамской кухни

Центр культуры и искусства Гуанмина объединяет под своей крышей театр на 1500 мест, концертный зал на 450 мест, художественный музей, публичную и детскую библиотеки, выставочный зал, а также заведения общественного питания и внутренний сад.
Кроме того, в районе расположены библиотека Гуанмина, исторический музей Сиу, Международный музей культуры досуга, музей часов EBOHR, выставочный комплекс китайской часовой индустрии FIYTA World и несколько художественных галерей.
Культурный центр района Гуанмин, открывшийся для публики в 2012 году, объединяет залы для учебных занятий, конференций, выставок и театральных представлений. Важное культурное значение имеет комплекс родовых гробниц клана Май.

### Кухня
В Гуанмине популярны блюда китайской (преимущественно кантонской) и вьетнамской кухни, в том числе обжаренные спринг-ролы с креветками и свининой; рисовые ролы со свининой, грибами и фасолью; паровые цзунцзы с клейким рисом, фасолью и свининой; рисовая лапша с жареной курятиной или свининой; жареный гусь по-кантонски; обжаренные голуби со сладкой кукурузой; сладкая кантонская колбаса из маринованной свинины; тушённая свиная грудинка с маринованными овощами; свиные фрикадельки; обжаренная свиная кожа; суп с рисовой лапшой и жареной гусятиной. К мясным и рыбным блюдам подают грибы, ферментированный тофу, палочки из фучжу, соевый соус, рыбный соус, соус из рисового уксуса, чеснока и перца чили.

## Наука и образование

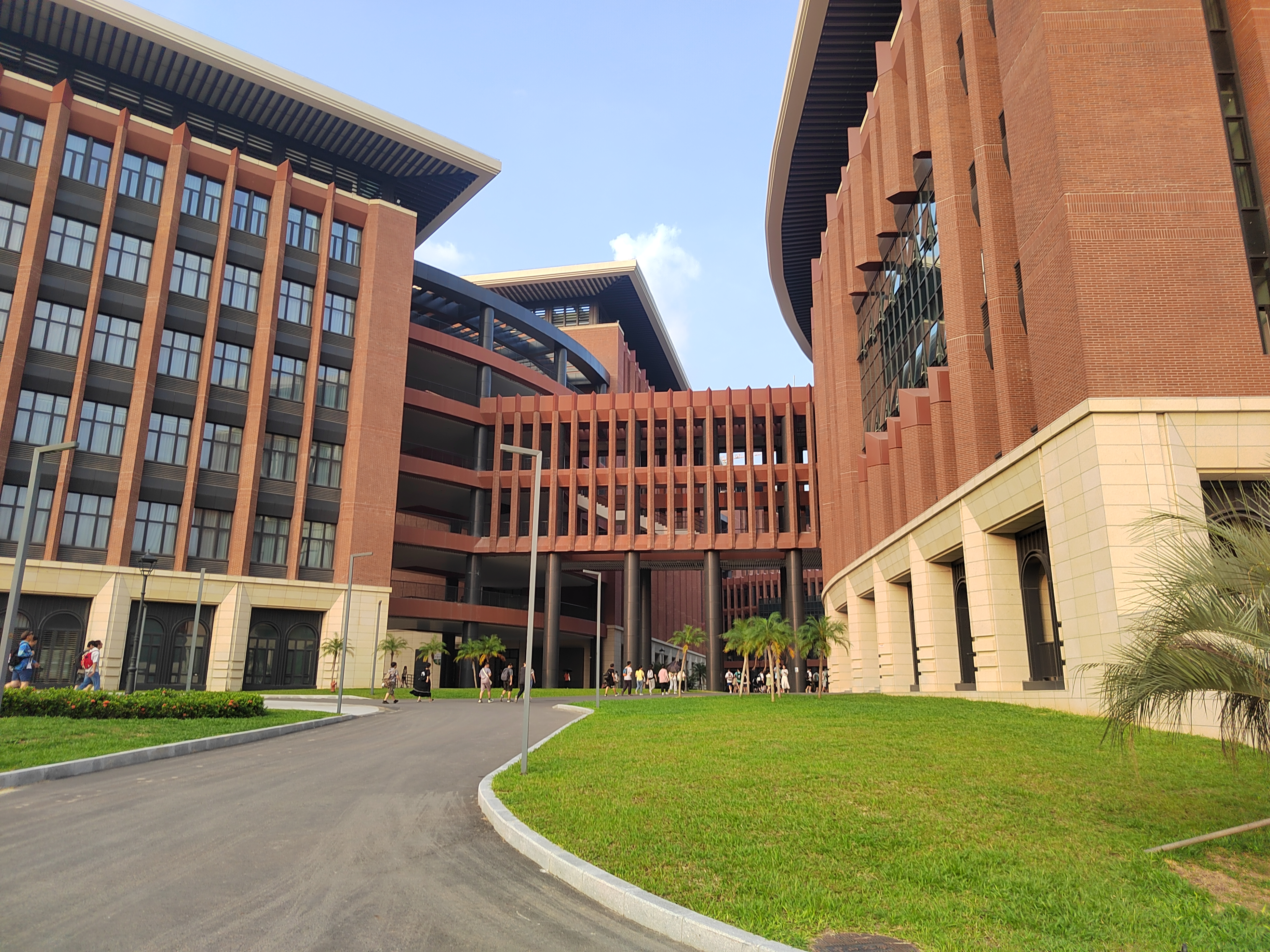
Шэньчжэньский кампус университета имени Сунь Ятсена

Гуанмин является важным научным и образовательным центром региона Большого залива (Гуандун — Гонконг — Макао) и ключевым кластером научно-технологического инновационного коридора Гуанчжоу — Шэньчжэнь — Гонконг — Макао. В Научном городе Гуанмина базируются известные научно-исследовательские и образовательные учреждения, в том числе:
- Шэньчжэньский кампус университета имени Сунь Ятсена
- Гуанминский кампус Южного научно-технологического университета
- Гуанминский кампус Педагогического научно-исследовательского института Шэньчжэня
- Шэньчжэньский институт передовых технологий Китайской академии наук
- Центр анализа и моделирования мозга
- Исследовательский центр синтетической биологии
- Лаборатория Шэньчжэньского залива
- Шэньчжэньский институт технологических инноваций Китайского института метрологии
- Шэньчжэньский инновационный центр биоинженерии

## Здравоохранение
В районе расположено несколько университетских, муниципальных и частных больниц: 
- Больница № 7 университета имени Сунь Ятсена
- Шэньчжэньская больница университета Китайской академии наук
  - Народная больница Гуанмина
  - Центральная поликлиника Гуанмина
- Больница матери и ребёнка Гуанмина
- Больница традиционной китайской медицины Гуанмина

## Достопримечательности

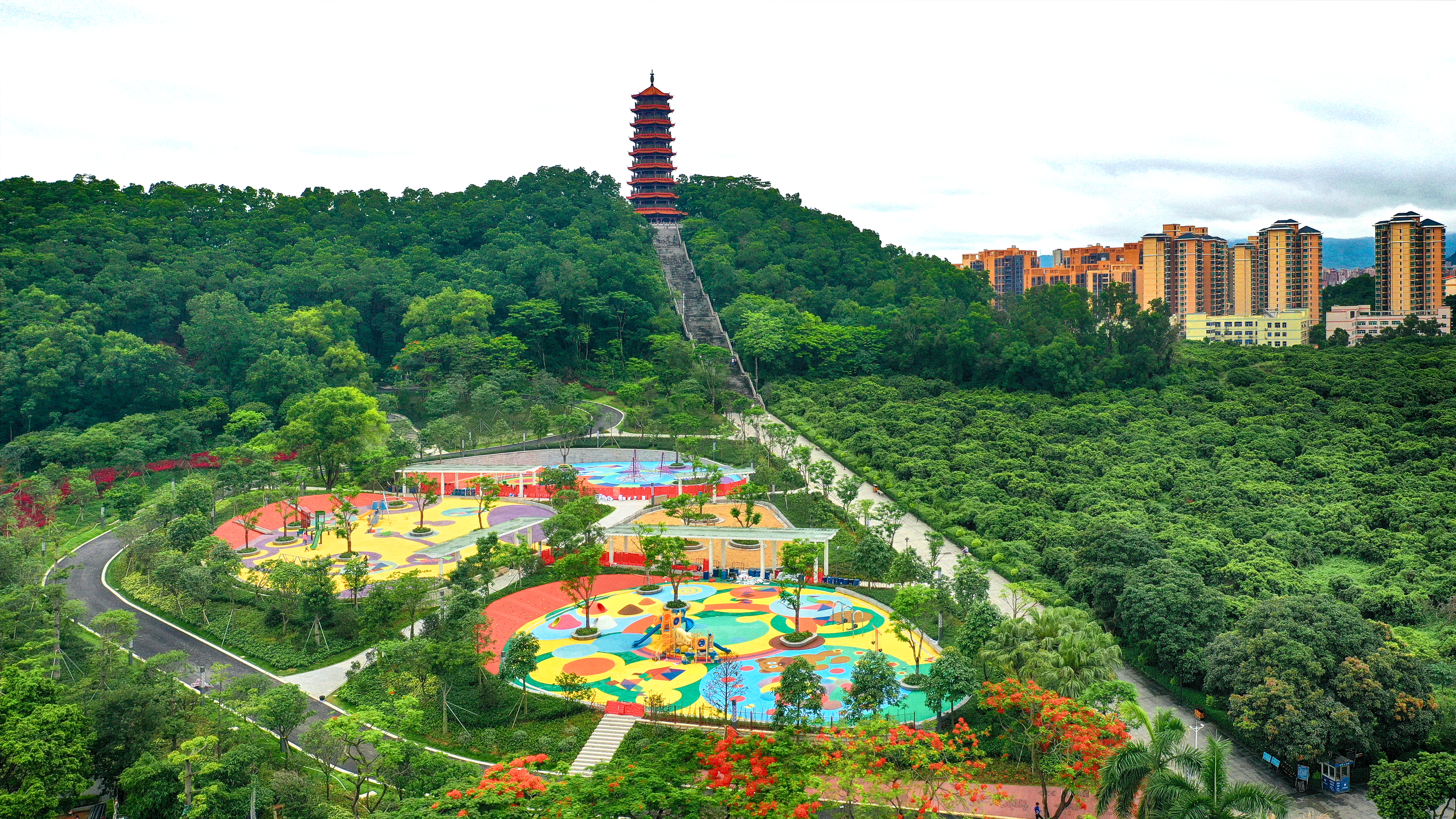
Пагода в парке Хунхуашань

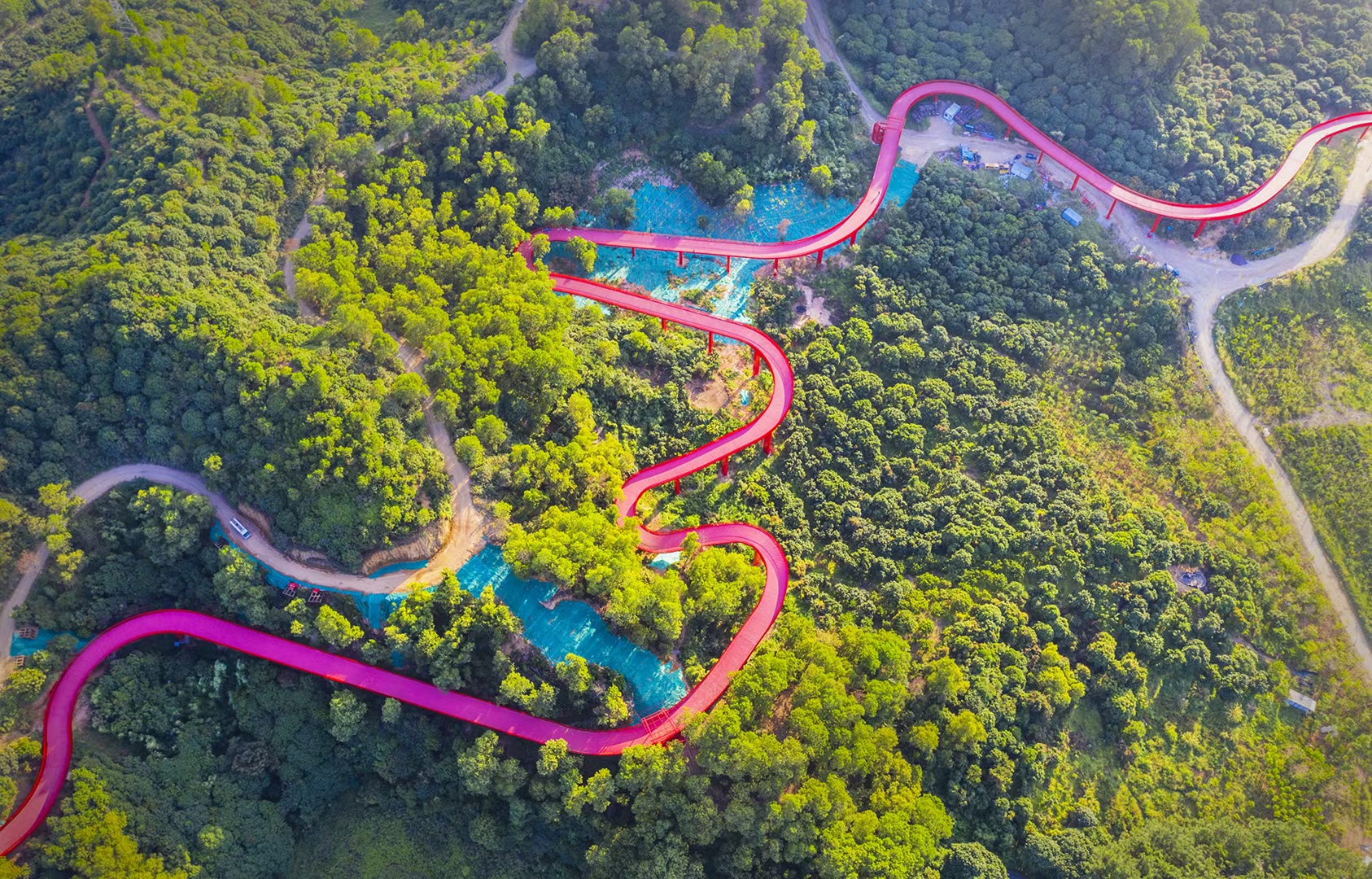
Красный мост в парке Хунцяо

В Гуанмине имеется несколько развлекательных, гастрономических и познавательных локаций, популярных у горожан и туристов:
- В лесном парке Дадинлин-Шаньлинь и расположенном рядом с ним парке Хунцяо («Парк красного моста») построены разноцветные обзорные дорожки и мосты, с которых открываются панорамные виды на Шэньчжэнь[37][38].
- Соседний с парком Дадинлин Firestone Golf Club считается одним из лучших гольф-клубов города (на территории комплекса имеются отель, рестораны китайской и западной кухни, пруды и поля для гольфа)[39].
- В парке на холме Хунхуа (Хунхуашань) расположены пагода, беседки для отдыха и несколько детских игровых площадок[40].
- Парк OCT Fun Farm славится своими цветами подсолнухов.
- «Парк мудрости» (Wisdom Park) имеет несколько озёр, набережную и детские игровые площадки[41].
- Лесной парк Учжиба имеет смотровую площадку на вершине горы, несколько прудов, горные тропы, беговые дорожки и детские игровые площадки[42].
- «Губчатый город» в Фэнхуане является комплексной зоной мелиорации и защиты окружающей среды[43].
- В Гуанминском сельскохозяйственном парке высоких технологий расположена коровья ферма, которая привлекает многочисленные экскурсионные группы[44].
- Рядом с коровьей фермой расположены Гуанминский культурный парк сквобов и крупнейшая в Азии голубиная ферма Дабао. В парке имеются банкетные залы нескольких ресторанов, которые специализируются на приготовлении голубей, а также бассейны и водоёмы для рыбалки[45].
- Велосипедный музей компании Xidesheng Bicycle[46].

## Спорт
В Гуанмине имеется Шэньчжэньская спортивная база гребли на каноэ, Шэньчжэньский международный центр молодежного футбольного обмена, Центр культуры и спорта Шанцунь, спортивный центр Хунхуа-Хилл, Центр массового спорта района Гуанмин, Гуанминский парк катания на лыжах по траве, а также несколько университетских спортивных комплексов и бассейнов, в том числе стадион университета имени Сунь Ятсена. В районе регулярно проводятся спортивные соревнования по таким видам спорта и спортивным дисциплинам, как футбол, волейбол, баскетбол, большой теннис, настольный теннис, бадминтон, плавание, полумарафон и гребля.

## Галерея

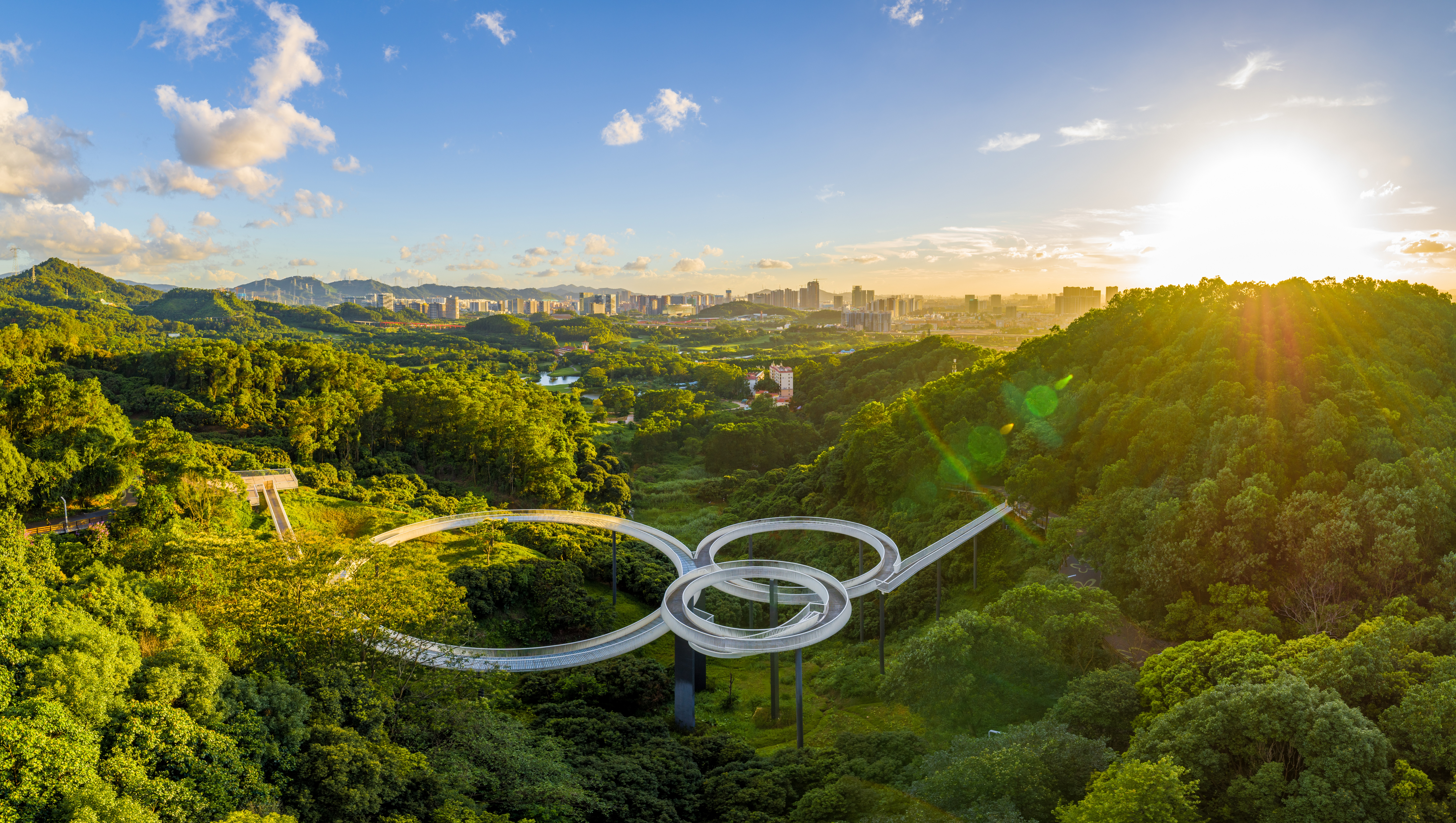
Парк Дадинлин-Шаньлинь
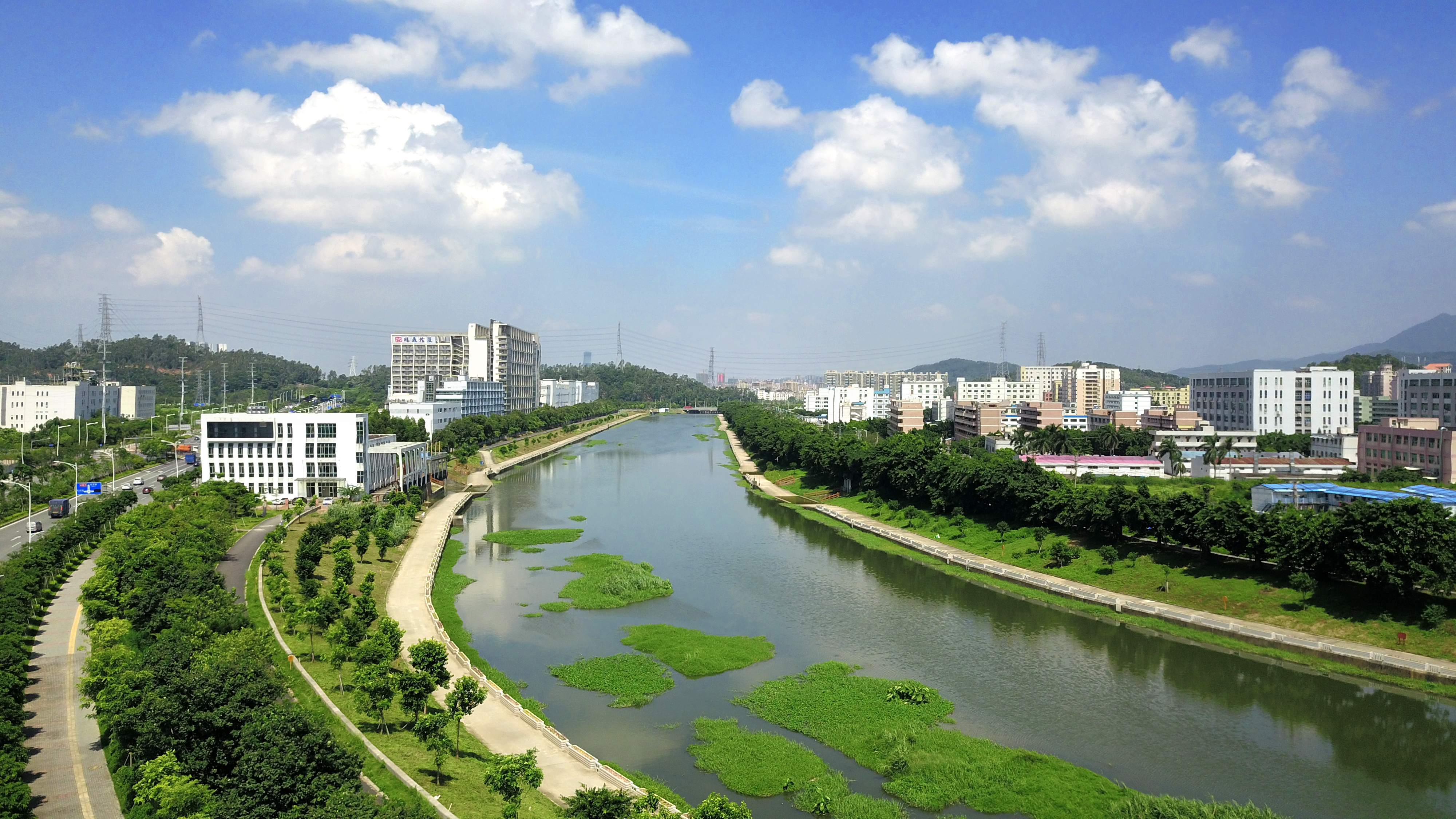
Река Маочжоу
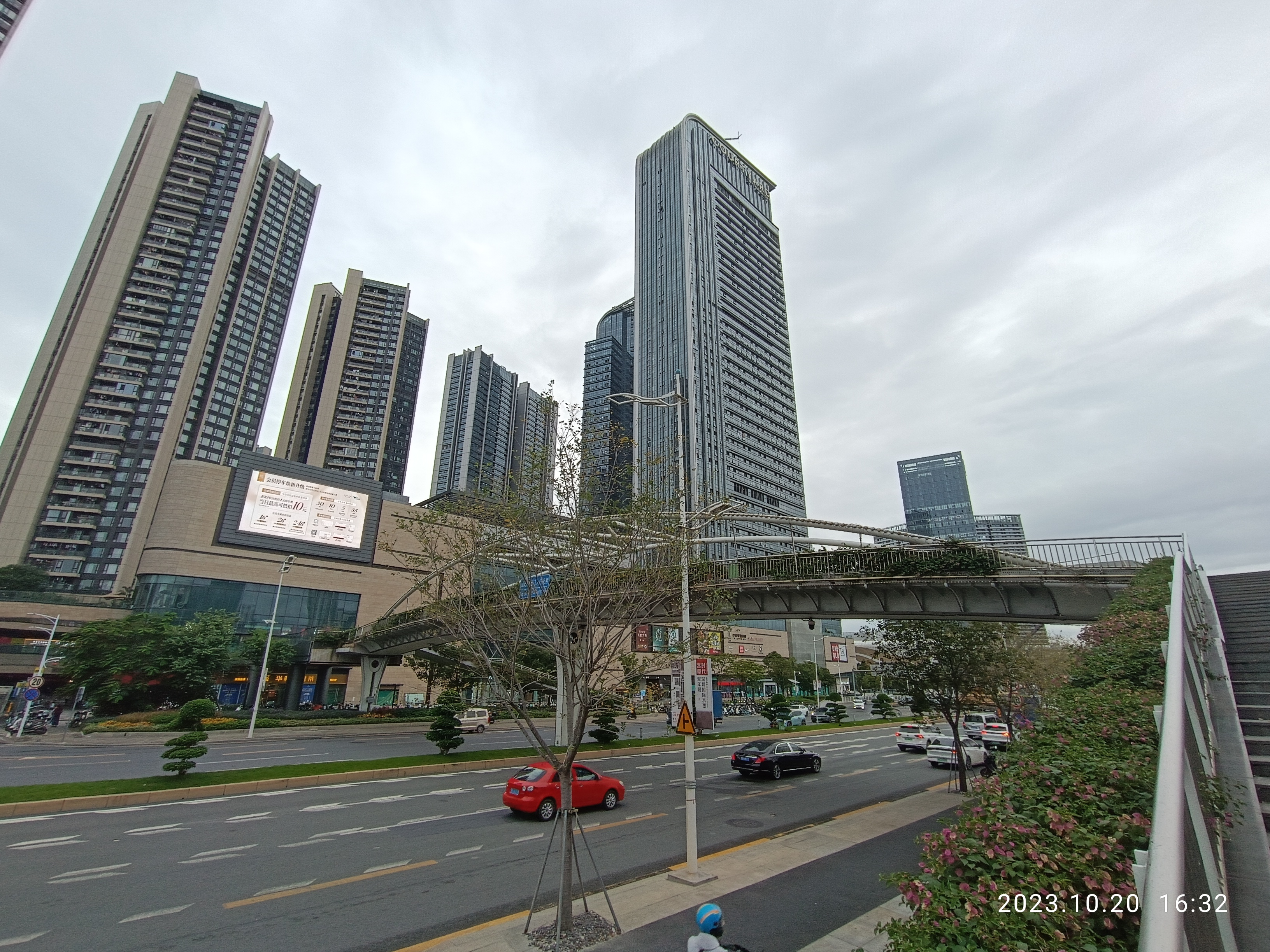
Гуаньгуан-роуд
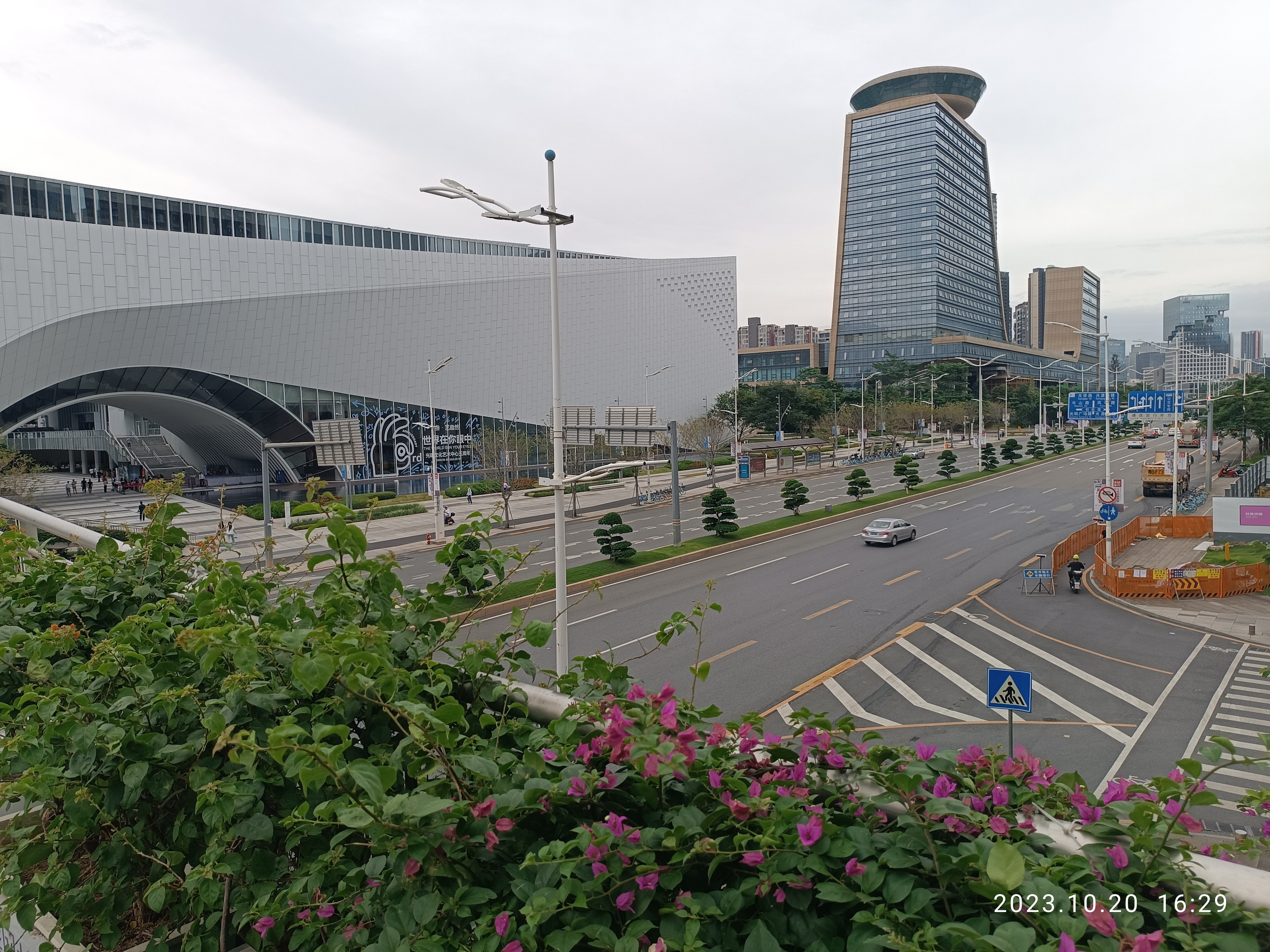
Гуаньгуан-роуд
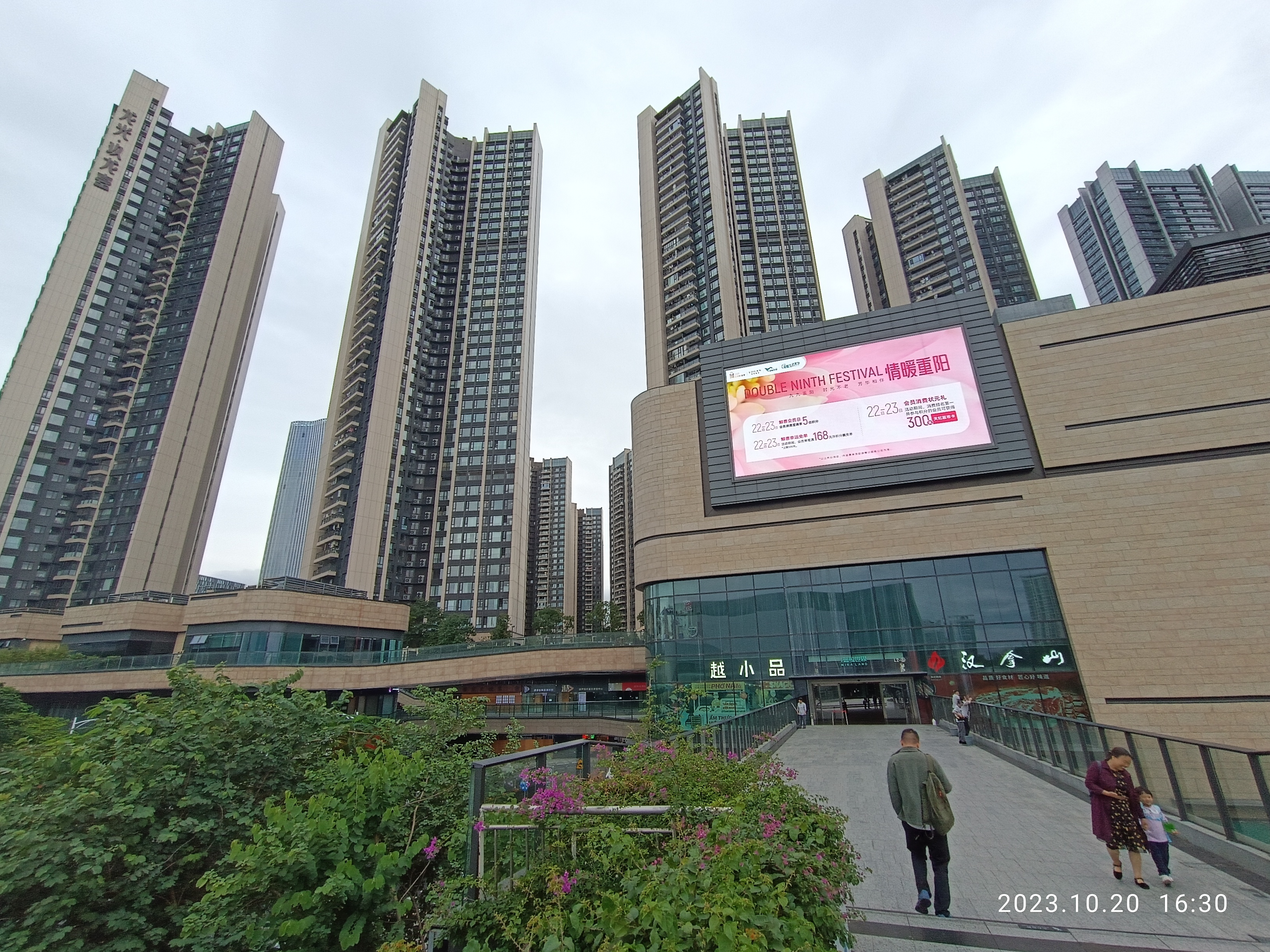
Квартал новостроек
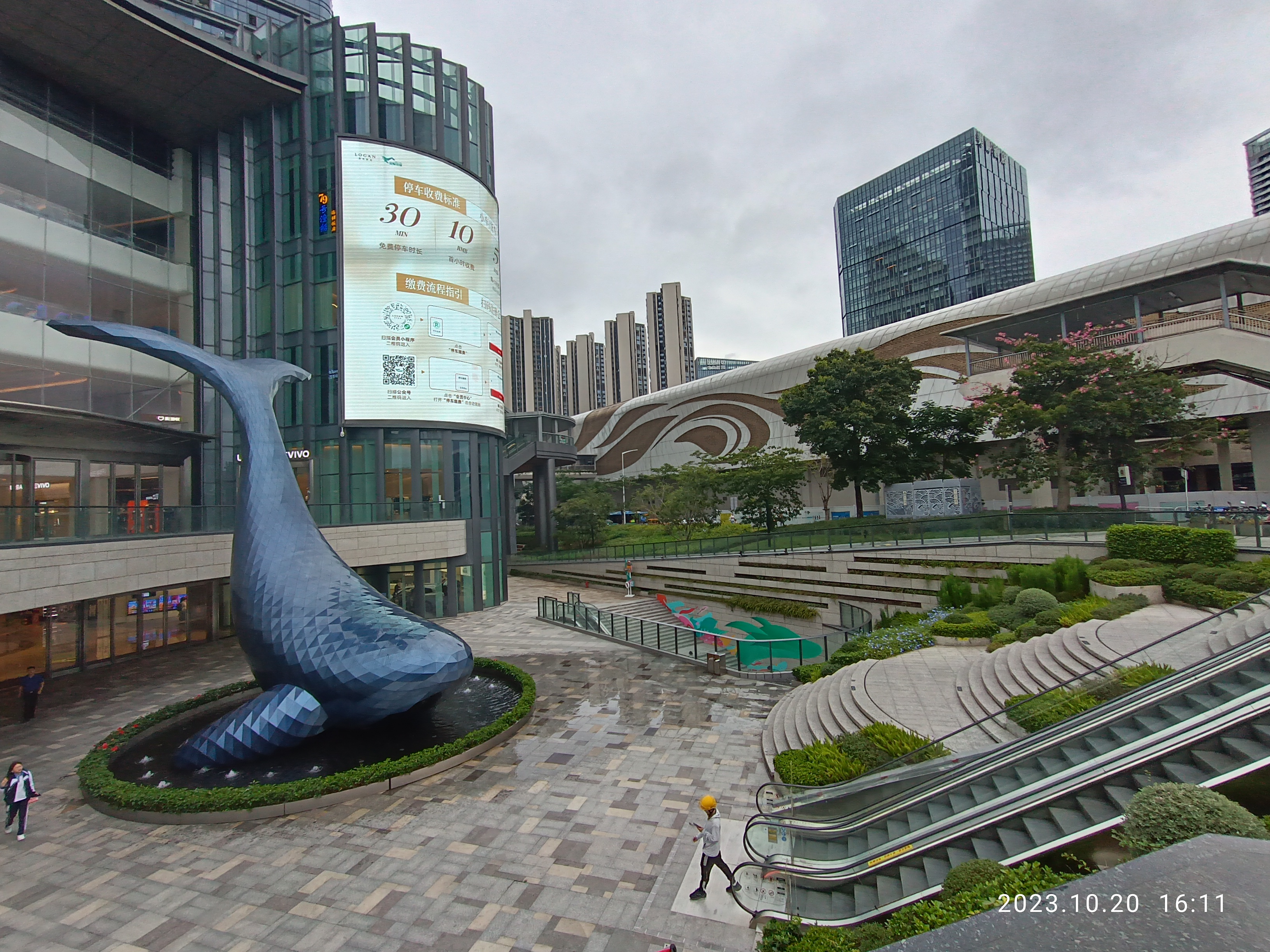
Площадь перед ТЦ Mira Land
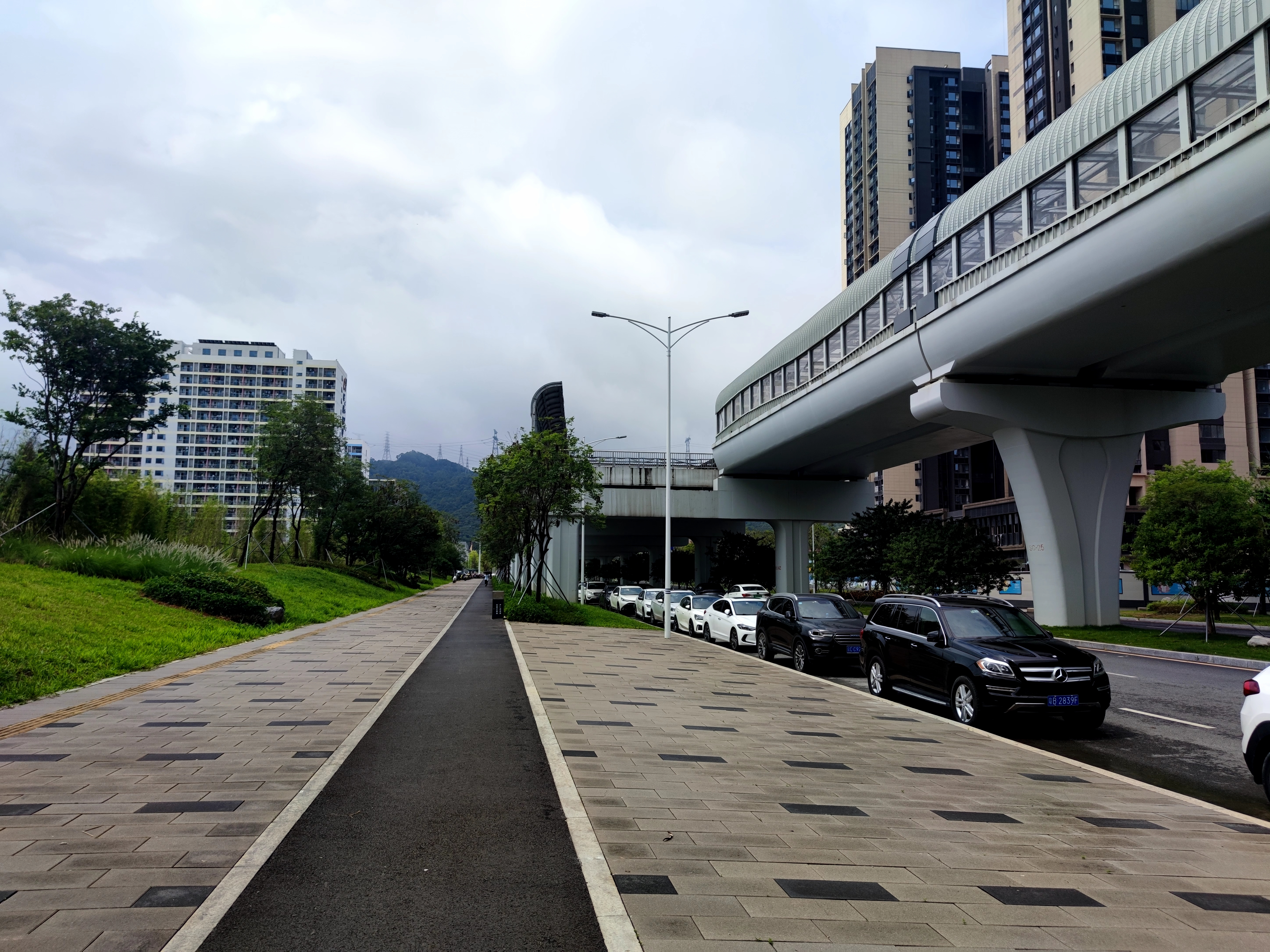
Станция метро Чанчжэнь
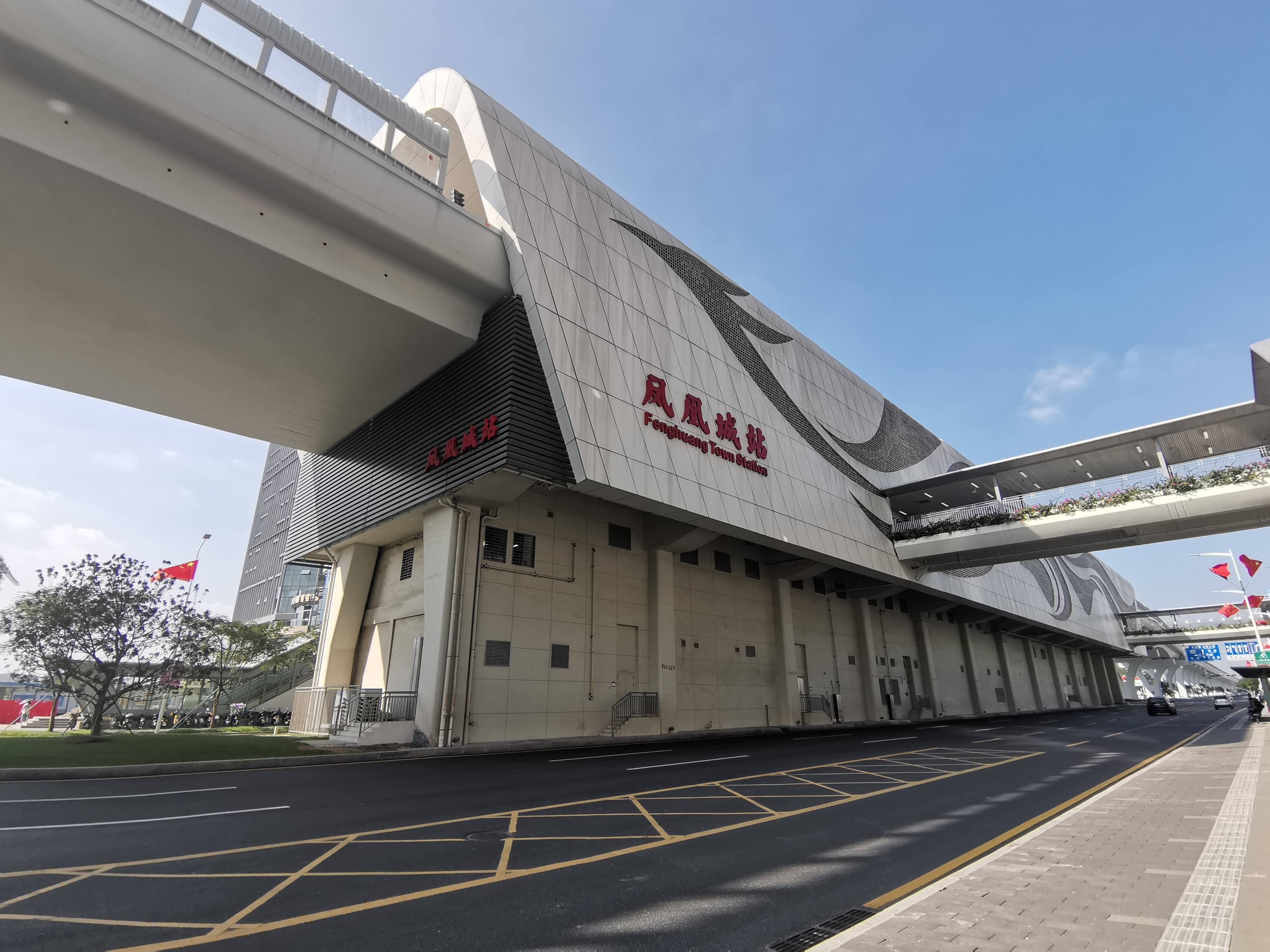
Станция метро Фэнхуан-Таун
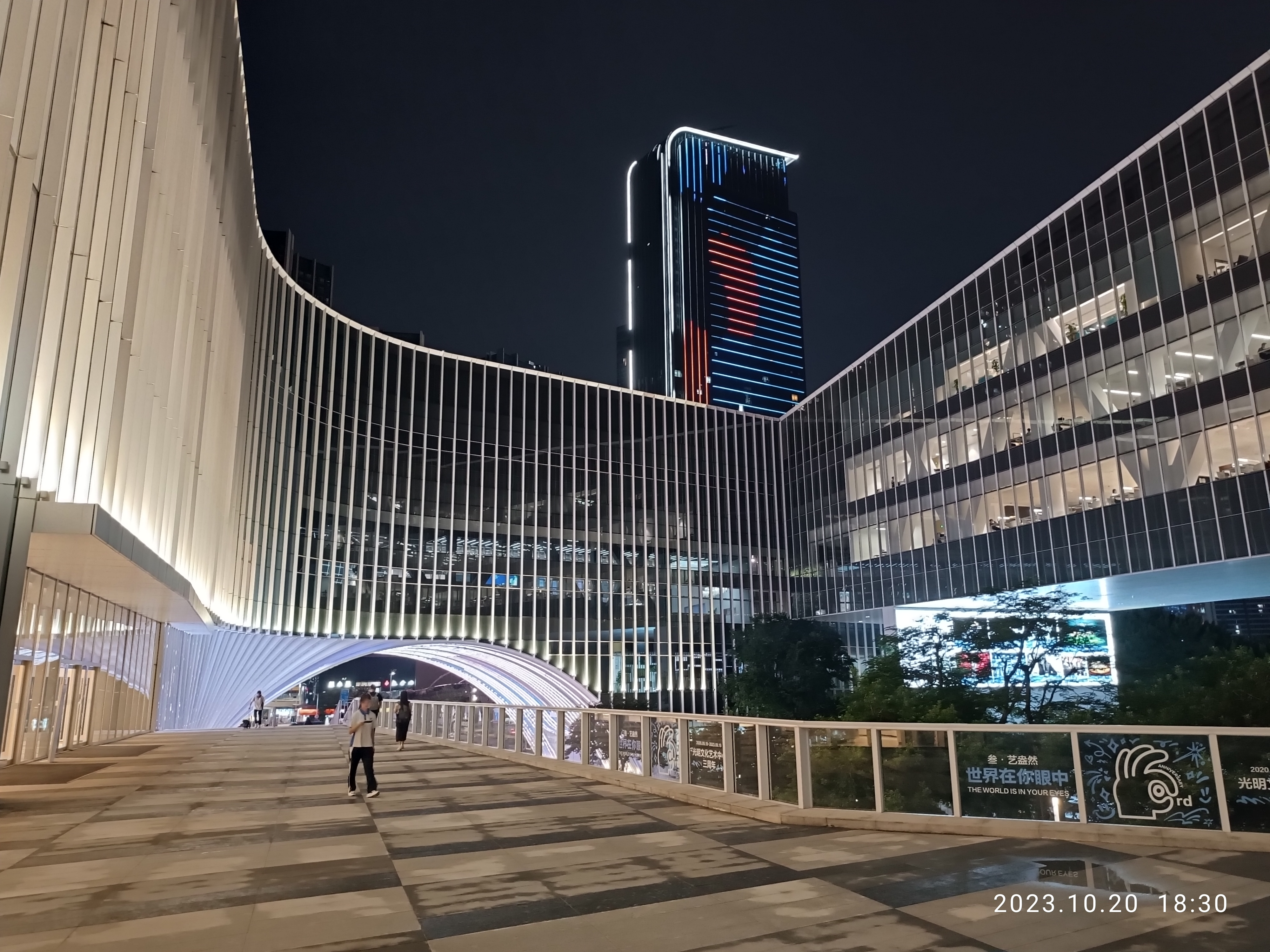
Центр культуры и искусства
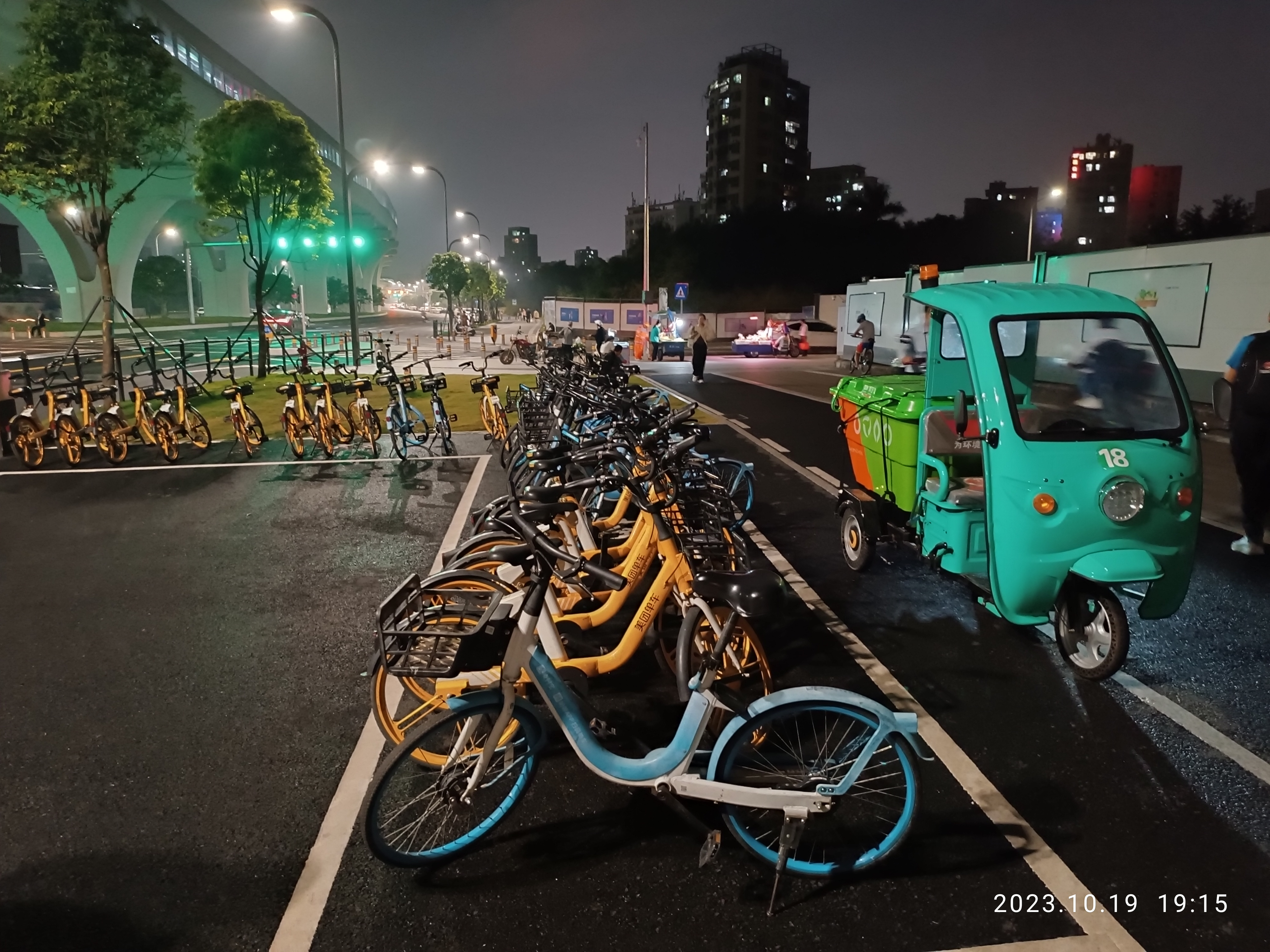
Станция велопроката
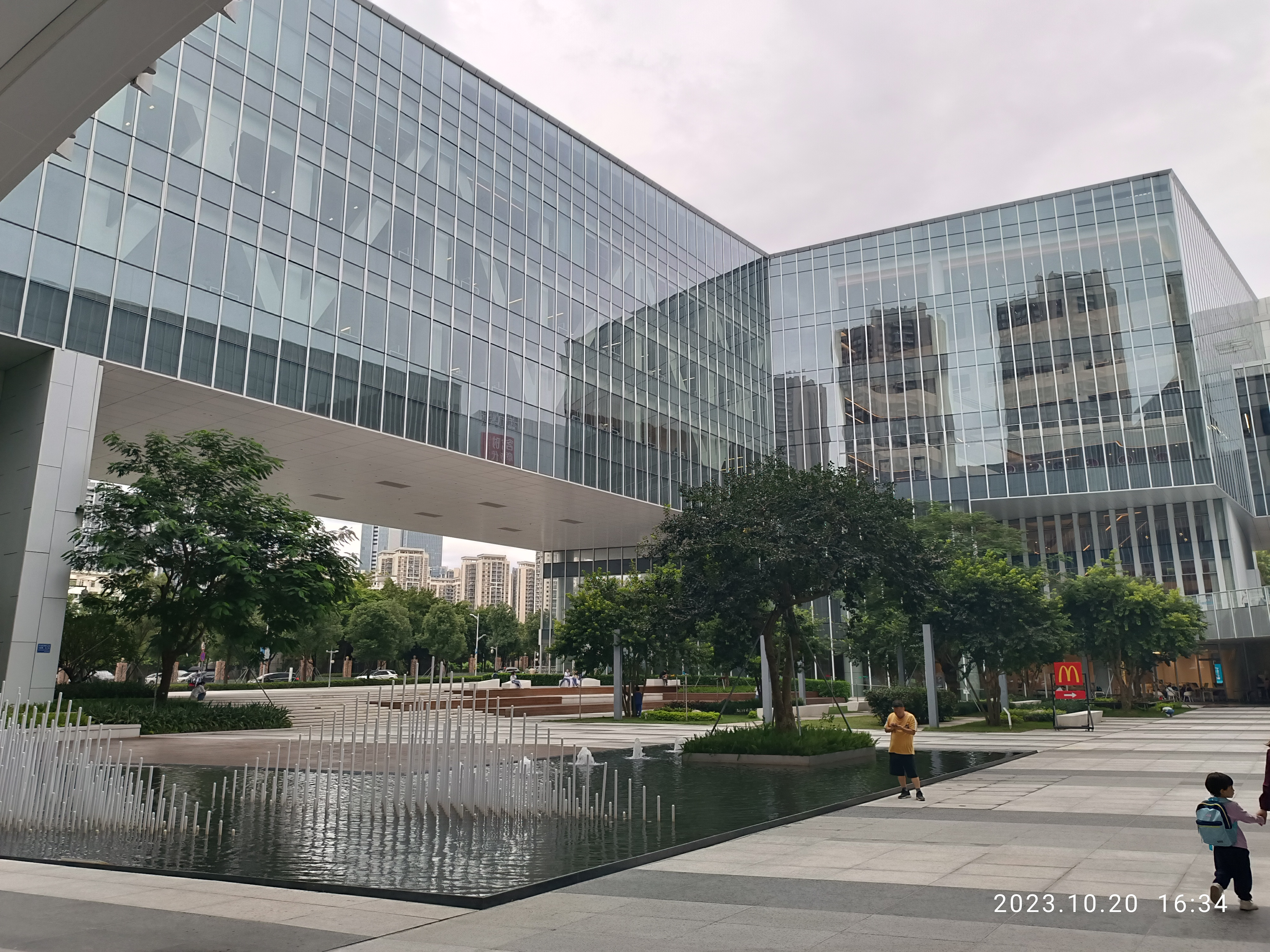
Центр культуры и искусства
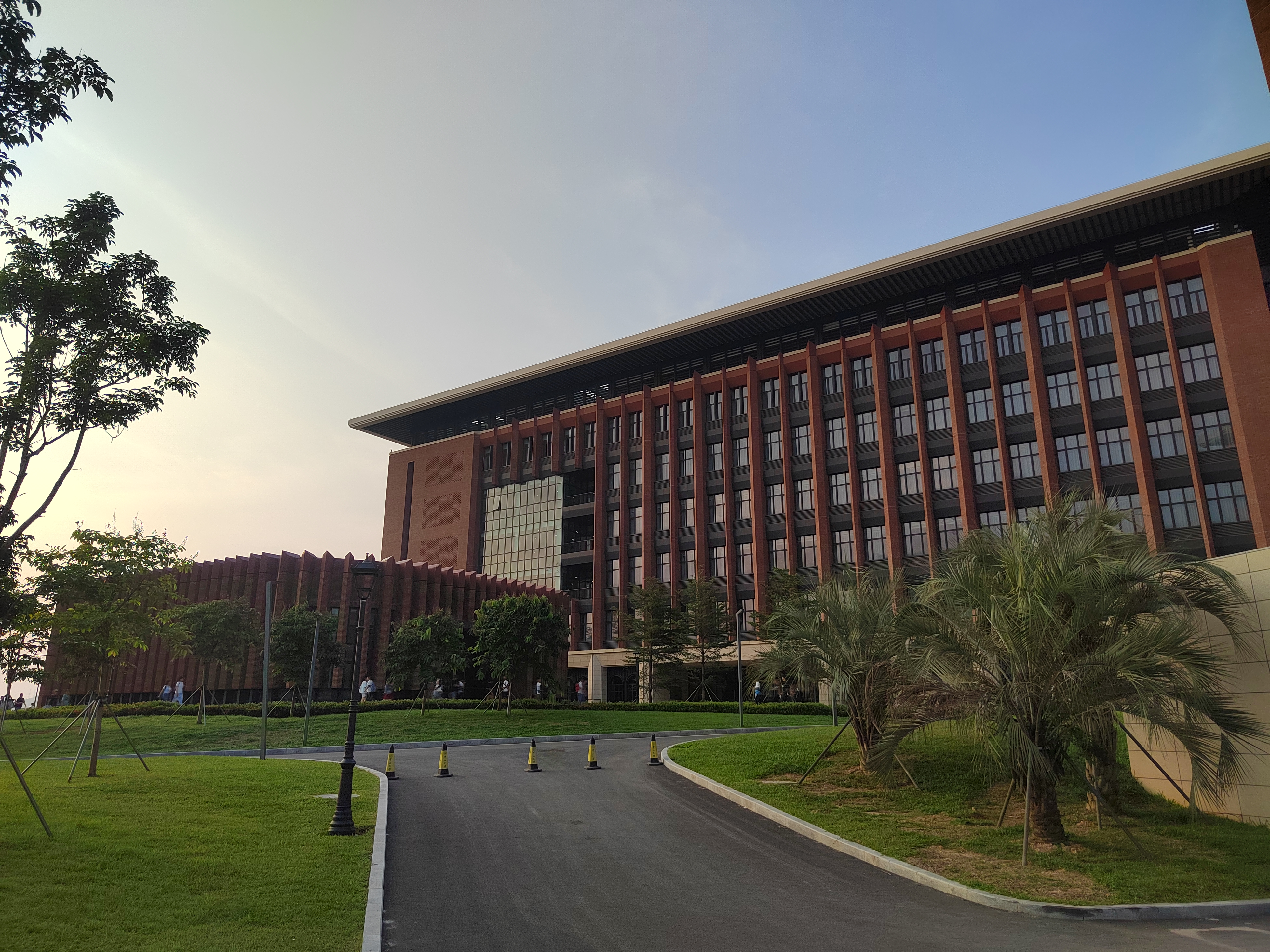
Кампус университета имени Сунь Ятсена